# La Planète des singes (film, 1968)
Vous lisez un « bon article » labellisé en 2020.  Il fait partie d'un « bon thème ».
Pour les articles homonymes, voir La Planète des singes (homonymie).
Série La Planète des singes
Le Secret de la planète des singes
(1970)
Pour plus de détails, voir Fiche technique et Distribution.
La Planète des singes (Planet of the Apes) est un film de science-fiction américain réalisé par Franklin Schaffner, sorti en 1968. Le scénario est écrit par Rod Serling et Michael Wilson d'après le roman homonyme de Pierre Boulle. Il s'agit du premier film de la franchise La Planète des singes.
L'histoire suit le capitaine George Taylor (incarné par Charlton Heston), un astronaute qui amerrit sur une planète inconnue. Capturé par des singes évolués, il découvre que ceux-ci dominent la planète et ont réduit en esclavage les humains primitifs qui s'y trouvent. D'abord protégé par les chimpanzés progressistes Zira et Cornélius, Taylor doit ensuite s'enfuir avec eux pour échapper au docteur orang-outan Zaïus, l'hypocrite ministre des sciences. Cornélius les emmène sur le site archéologique où il travaille. Retrouvé par Zaïus, Taylor force ce dernier à admettre ce que Cornélius a mis au jour : une civilisation humaine avancée a existé avant celle des singes sur cette planète.
Le producteur Arthur P. Jacobs obtient les droits d'adaptation du roman dès 1963 mais ne parvient à convaincre le studio 20th Century Fox de lancer la production qu'en 1966. Le tournage se déroule de mai 1967 à août 1967, principalement au ranch de la Fox situé à Malibu à l'ouest de Los Angeles, à la plage de Zuma également située à Malibu et dans divers lieux d'Arizona, notamment au lac Powell et à Glen Canyon. La musique du film est composée et dirigée par Jerry Goldsmith.
Le film est une satire de l'intolérance et du fanatisme religieux. Il aborde de manière métaphorique le mouvement américain des droits civiques, la domination relative de l'homme sur la nature et la peur des conséquences d'un conflit nucléaire.
La Planète des singes se révèle un succès commercial et critique et remporte quelques prix, notamment pour ses maquillages. En 2001, il est inscrit au Registre national des enregistrements de la Bibliothèque du Congrès. Son coup de théâtre final a profondément marqué les esprits. Il sort en vidéo dès les années 1970 en bobine super 8, puis au fil des années sur de nombreux autres supports. Il engendre plusieurs produits dérivés et de nombreuses suites.

## Synopsis
En 1972, un vaisseau spatial américain part en mission d'exploration avec quatre membres d'équipage à son bord. Au terme d'un voyage d'une année correspondant, selon la théorie de la relativité, à deux mille années passées sur Terre, le vaisseau amerrit le 25 novembre 3978 sur une mystérieuse planète, au cœur d'une région désertique,. Réveillés par le choc, les astronautes découvrent que leur collègue féminine, Carole Stewart, est morte lors du périple des suites d'une fuite d'air dans son caisson de survie.

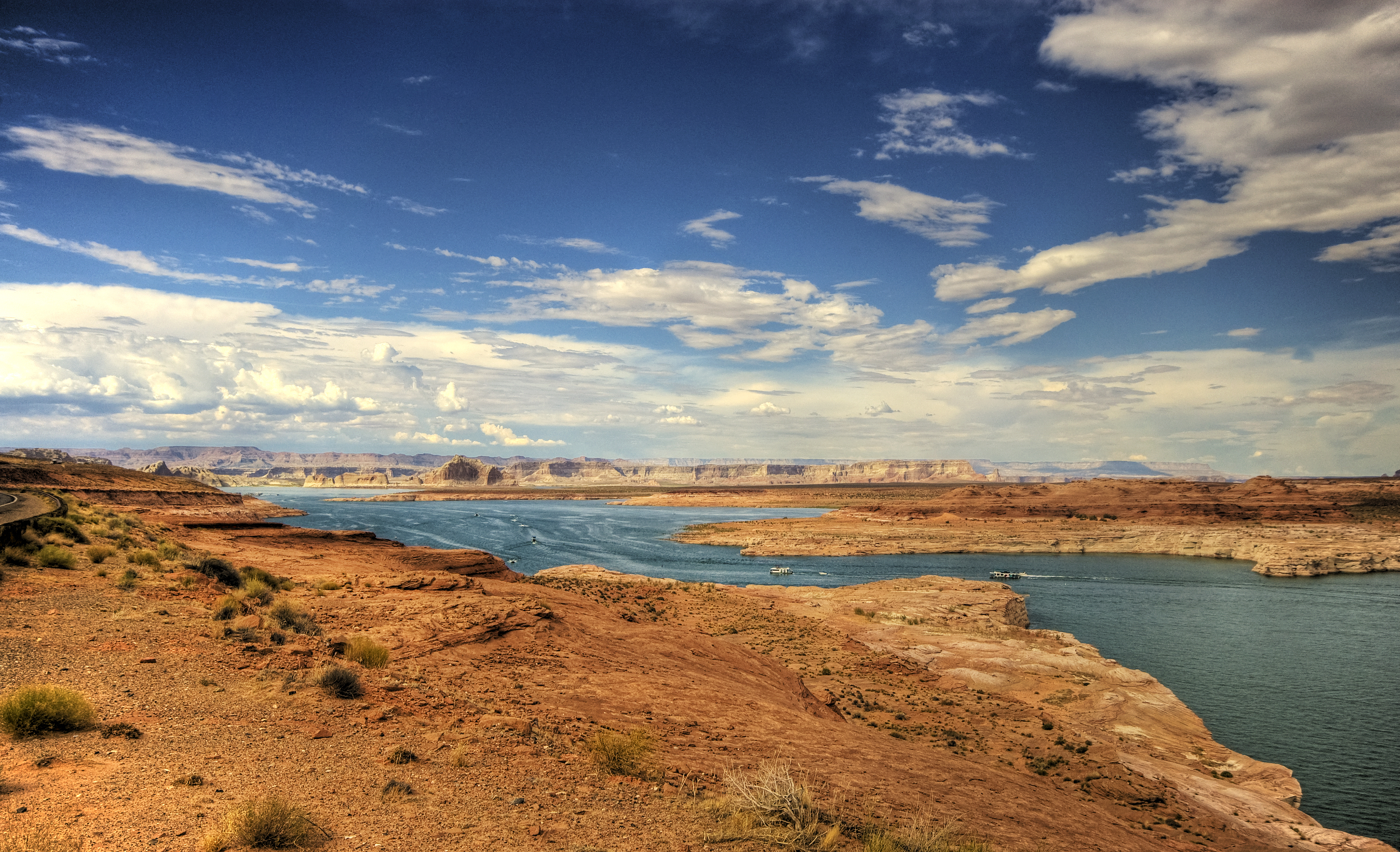
Lac où amerrit le vaisseau spatial américain.

Les trois survivants, le capitaine George Taylor et les lieutenants John Landon et Thomas Dodge, gagnent la terre ferme grâce à un canot de sauvetage. Taylor explique à ses hommes qu'ils doivent être sur une planète de l'étoile Bellatrix dans la constellation d'Orion. Ils marchent ainsi dans une région désertique puis découvrent des plantes et enfin un signe de vie intelligente : des épouvantails. Un peu plus loin, ils tombent sur une vallée luxuriante où ils trouvent un point d'eau et s'y baignent. C'est alors que des hommes primitifs arrivent et détruisent leurs instruments et leurs vêtements. Suivant les primitifs, Taylor et ses hommes découvrent un champ de maïs où ils se restaurent. C'est alors qu'ils sont attaqués par des gorilles évolués, montés sur des chevaux et armés de fusils. Une chasse à l'homme s'ensuit. Les gorilles tuant ou capturant sans discernement ; Dodge est abattu tandis que Landon est pris dans des filets. Taylor tente de s'enfuir, mais recevant une blessure à la gorge, qui le rend temporairement muet, il s'écroule et est capturé.
Les blessés humains sont envoyés auprès du chirurgien Galen et du docteur Zira à l'infirmerie du laboratoire scientifique de la Cité des singes. Soigné et mis en cage, Taylor attire l'attention de la femme chimpanzé Zira par son comportement plus civilisé que ses congénères. Le supérieur de celle-ci, le ministre de la foi et des sciences, l'orang-outan Zaïus est également intrigué par Taylor. Cependant, il pense, contrairement à elle, qu'il est une menace pour les singes. Zira, qui baptise Taylor « Beaux Yeux », met une femme dans sa cage pour lui tenir compagnie. Zira veut prouver que les singes peuvent domestiquer des hommes et que ces derniers ne doivent plus être considérés comme des bêtes sauvages. Elle finit même par amener Taylor chez elle pour le présenter à son fiancé, l'archéologue chimpanzé Cornélius. L'homme leur écrit alors son histoire. Il leur dit venir d'une autre planète et avoir amerri dans l'endroit que les singes appellent la « Zone interdite ». Cornélius, sceptique, pense cependant que Taylor est le « chaînon manquant » de l'histoire de l'évolution simiesque.
Zaïus toujours méfiant ordonne la castration de Taylor. L'apprenant, celui-ci assomme Julius, le gardien du laboratoire, et s'enfuit. En traversant la ville, il découvre Dodge empaillé dans un musée. Semant la panique dans la ville, il est repris mais retrouve sa voix. Julius, pour se venger, le sépare de la femme qui partage sa cage et que Taylor a baptisée Nova.
Taylor passe ensuite devant une commission où siègent, en plus du président de l'académie des sciences, les orangs-outans Maximus, commissaire aux affaires animales, et Zaïus, qui est ministre de la science. L'accusation est menée par le docteur Honorius, l'adjoint au ministre de la justice. Zira et Cornélius sont également présents car Zaïus les soupçonne d'avoir modifié Taylor pour lui donner la parole. Taylor raconte à nouveau son histoire mais n'est pas cru. Le tribunal lui permet alors de retrouver Landon, mais Taylor s'aperçoit que ce dernier a subi une trépanation qui l'a rendu stupide. La séance est ensuite levée et Zaïus fait venir Taylor dans son bureau. L'orang-outan lui avoue qu'il le considère comme un mutant et souhaite savoir où se cachent ses semblables. Taylor n'ayant rien à lui révéler, Zaïus le fait ramener en cage.
Le soir venu, Lucius, le neveu de Zira, pénètre dans le laboratoire et aide Taylor à assommer Julius. Quittant le laboratoire avec Lucius et Nova, Taylor fuit ensuite la ville avec eux et Zira. Ils sont alors rejoints par Cornélius qui souhaite les emmener sur les lieux d'une ancienne fouille archéologique dans la « Zone interdite ». En se rendant là-bas, il pourrait prouver sa théorie du chaînon manquant et ainsi se blanchir auprès de la commission. En chemin, il apprend à Taylor que cette région aride est interdite aux singes depuis 1 200 ans par le législateur qui a rédigé les lois des singes.
Arrivés sur la plage qui borde les lieux, ils sont rattrapés par Zaïus et une troupe de gorilles. Armé d'un fusil, Taylor menace Zaïus et le force à entrer dans la grotte qui renferme les objets antiques. Cornélius leur montre ses découvertes, dont une poupée humaine qui serait vieille de 2 000 ans. Zaïus leur révèle alors qu'il sait depuis longtemps qu'une civilisation humaine a existé avant celle des singes et que c'est elle qui est responsable de l'aridité de la Zone interdite.
Taylor décide alors de partir loin des singes avec Nova. Il se fait remettre un cheval et des munitions contre la liberté de Zaïus. Après son départ, le ministre ordonne que la grotte soit détruite pour faire disparaître les découvertes de Cornélius et Zira. Suivant la plage, Taylor découvre horrifié les vestiges à moitié ensevelis de la statue de la Liberté, ce qui lui fait prendre conscience que la planète où il a échoué n'est autre que la Terre. Plein de désespoir, Taylor tombe à genoux tout en fustigeant l'humanité pour avoir détruit son propre monde.

## Personnages
Liste des principaux personnages :
- George Taylor est le héros du film. C'est un misanthrope qui s'embarque dans une mission spatiale à seule fin d'échapper à ses semblables, certain qu'il est de trouver meilleur que l'homme au cours de son voyage[4],[5]. Son personnage est basé sur celui d'Ulysse Mérou, le héros du roman La Planète des singes[6]. Dans les scripts de Rod Serling, il s'appelle Thomas. Quand Michael Wilson reprend le scénario, il le rebaptise George Taylor[4] et en fait un personnage aigri, désabusé et déçu[7]. Selon son interprète Charlton Heston, Taylor a un souverain dédain de ses semblables. À ses yeux, « l'homme est un animal qui laisse beaucoup à désirer ». Et dans la société anthropoïde qu'il découvre, il se voit « contraint de prendre la défense de l'Homo sapiens qu'il méprise »[8]. Heston y voit une dichotomie intéressante[9]. Lors du récit, Taylor passe du statut de héros à une position dominée. Cela est déstabilisant pour l'audience de 1968, car Charlton Heston est associé à l'époque plutôt à des personnages forts et imposants[9] ;
- Zira et Cornélius sont un couple de chimpanzés scientifiques qui aident Taylor et qui découvrent avec lui l'existence d'une civilisation humanoïde antérieure à celle des singes[4]. Incarnés par Kim Hunter et Roddy McDowall, ils représentent la bienveillance de la société simiesque[8] ;
- le docteur Zaïus est l'hypocrite ministre des sciences et le défenseur en chef de la foi simiesque. Il voit en Taylor une menace qu'il faut éliminer[4]. Il semble être le seul à savoir que les hommes ont provoqué leur propre déclin[10]. Incarné par Maurice Evans, il figure avec les gorilles le régime de terreur et d'oppression de la société des singes[8]. Même si son travail est voué à l'échec, ses conceptions du côté malin de la nature humaine sont confirmées par le dernier plan du film[11].

## Fiche technique
Sauf indication contraire, les informations mentionnées dans cette section peuvent être confirmées par les bases de données cinématographiques IMDb et Allociné,  présentes dans la section « Liens externes ».
- Titre original : Planet of the Apes
- Titre français et québécois : La Planète des singes[12]
- Réalisation : Franklin J. Schaffner
- Scénario : Rod Serling et Michael Wilson d'après le roman homonyme de Pierre Boulle
- Musique : Jerry Goldsmith
- Direction artistique : William Creber et Jack Martin Smith
- Décors : Norman Rockett et Walter M. Scott
- Costumes : Morton Haack
- Photographie : Leon Shamroy
- Son : David Dockendorf, Herman Lewis, Bob Sheridan et Don MacDougall
- Montage : Hugh S. Fowler
- Production : Arthur P. Jacobs
  - Production associée : Mort Abrahams
- Sociétés de production : APJAC Productions et 20th Century Fox
- Société de distribution : 20th Century Fox
- Budget : 5,8 millions de $[13],[9]
- Pays de production :  États-Unis
- Langue originale : anglais
- Format : couleur (DeLuxe) — 35 mm — 2,35:1 (Panavision) — son Mono
- Genre : science-fiction, aventure, drame
- Durée : 112 minutes
- Dates de sortie :
  - États-Unis : 8 février 1968 (première mondiale à New York) ; 3 avril 1968 (sortie nationale)
  - France : 26 avril 1968 (sortie nationale)[14] ; 19 juin 2002 (ressortie) ; 20 avril 2016 (ressortie)[14] ; 11 octobre 2020 (Festival Lumière)
  - Québec : 3 avril 1968[12]
- Classification :
  - États-Unis : tous publics (G - General Audiences)
  - France : tous publics[15]
  - Belgique : tous publics (Alle Leeftijden)[16]
  - Québec : tous publics (G - General Rating)[12]

## Distribution
Sauf indication contraire, les informations mentionnées dans cette section peuvent être confirmées par la base de données cinématographiques IMDb,  présente dans la section « Liens externes ».
- Charlton Heston (VF : Georges Aminel) : George Taylor
- Roddy McDowall (VF : Serge Lhorca) : Cornélius
- Kim Hunter (VF : Arlette Thomas) : Zira
- Maurice Evans (VF : Jean Martinelli) : docteur Zaïus
- James Whitmore (VF : Yves Brainville) : président de l'assemblée
- James Daly (VF : René Bériard) : Honorius
- Linda Harrison : Nova
- Robert Gunner (VF : Roland Ménard) : Landon
- Lou Wagner (VF : Philippe Ogouz) : Lucius
- Woodrow Parfrey (VF : Jacques Beauchey) : Maximus
- Jeff Burton (VF : Med Hondo) : Dodge
- Buck Kartalian : Julius
- Norman Burton : maître de chasse
- Wright King : docteur Galen
- Paul Lambert (VF : Gérard Férat) : le ministre
- Dianne Stanley : Stewart

- Version française réalisée par SND sous la direction artistique de Michel Gast[17].

Sources doublage  : RS Doublage et Voxofilm.

Photos des principaux interprètes.
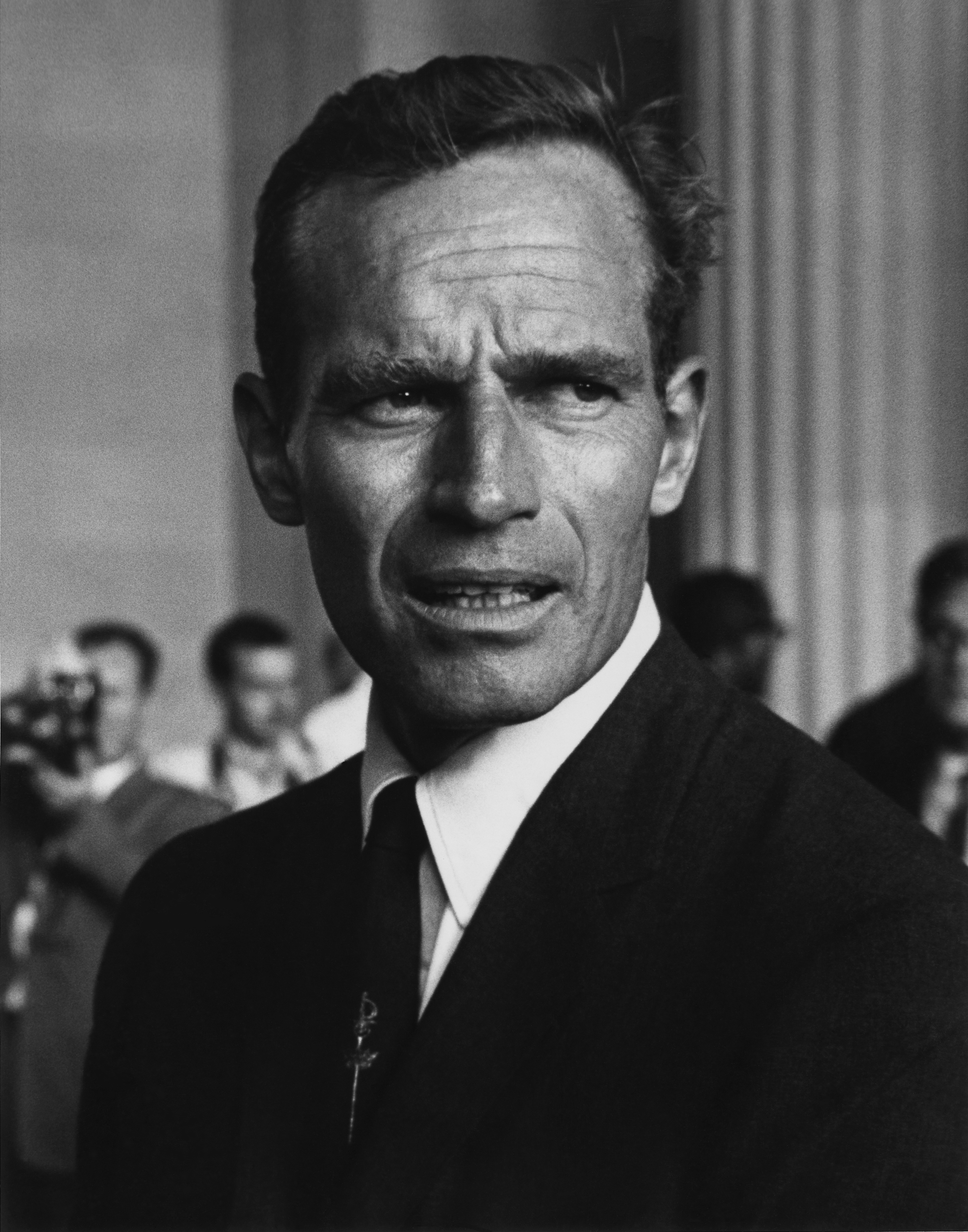
Charlton Heston en 1963.
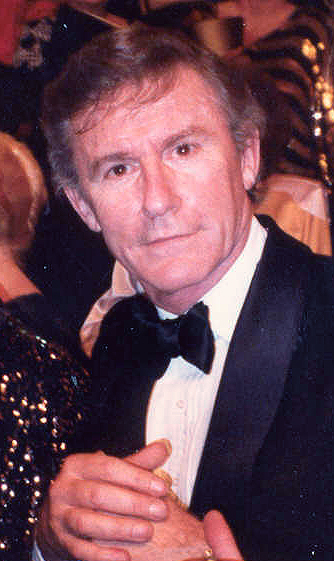
Roddy McDowall en 1988.
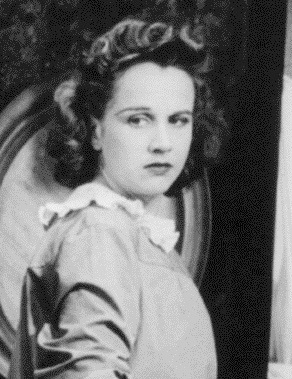
Kim Hunter en 1951.
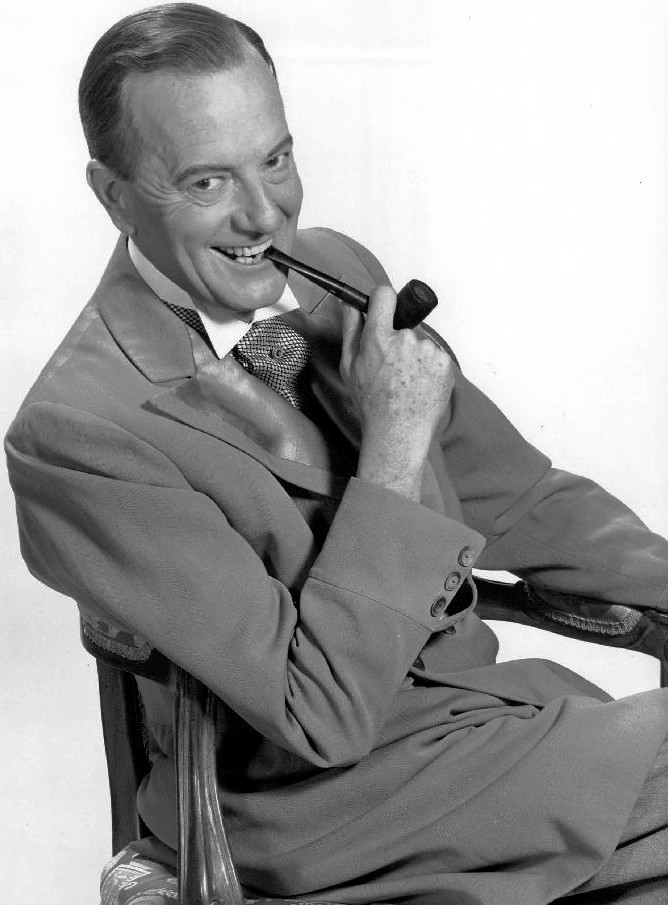
Maurice Evans en 1956.
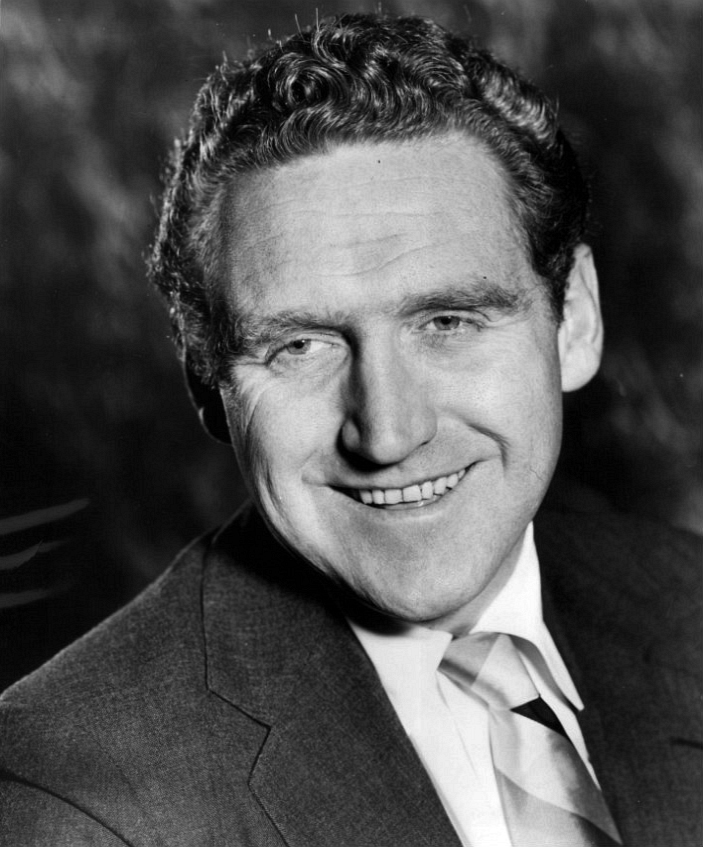
James Whitmore en 1955.
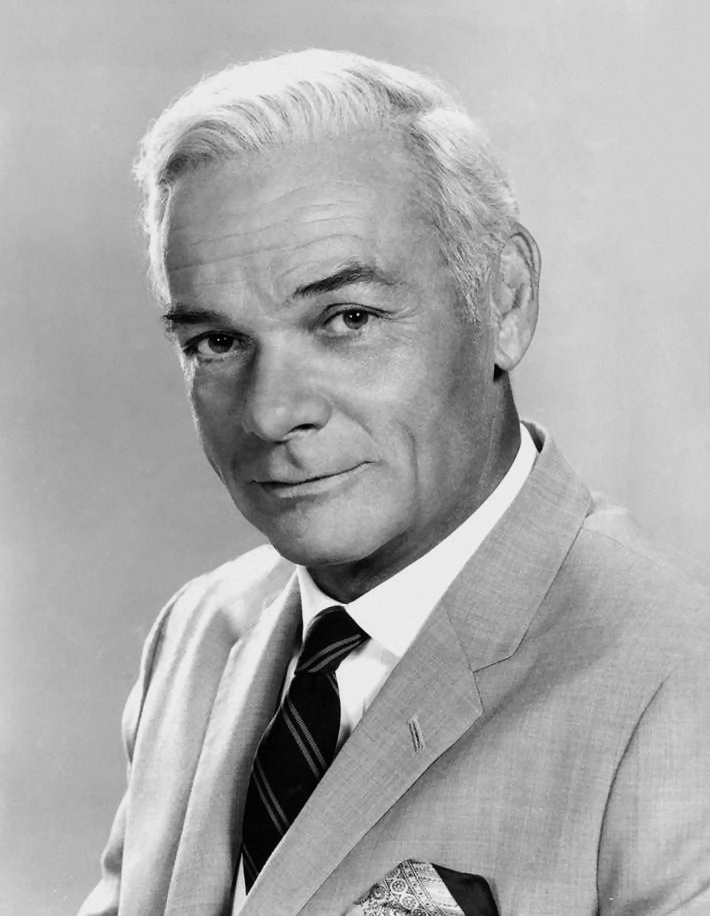
James Daly en 1975.

## Production

### Développement
En 1963, le publicitaire américain Arthur P. Jacobs décide de se lancer dans la production cinématographique en fondant la société APJAC,. Alors que Jacobs se trouve à Paris pour rechercher des scénarios à produire, l'agent littéraire Alain Bernheim, lui propose plusieurs romans à adapter. L'un d'eux intrigue Jacobs : il s'agit de La Planète des singes de Pierre Boulle. Il en achète donc immédiatement les droits d'adaptation pour le cinéma,,. En 1964, Jacobs parvient à associer le réalisateur Blake Edwards au projet ainsi que le studio Warner Bros.,,. Il embauche ensuite sept artistes pour créer des dessins préparatoires et le scénariste Rod Serling, créateur de la série télévisée La Quatrième Dimension (1959-1964),,. Il obtient ainsi un livre de plus de 130 pages d'idées et de concepts pour donner vie au projet.

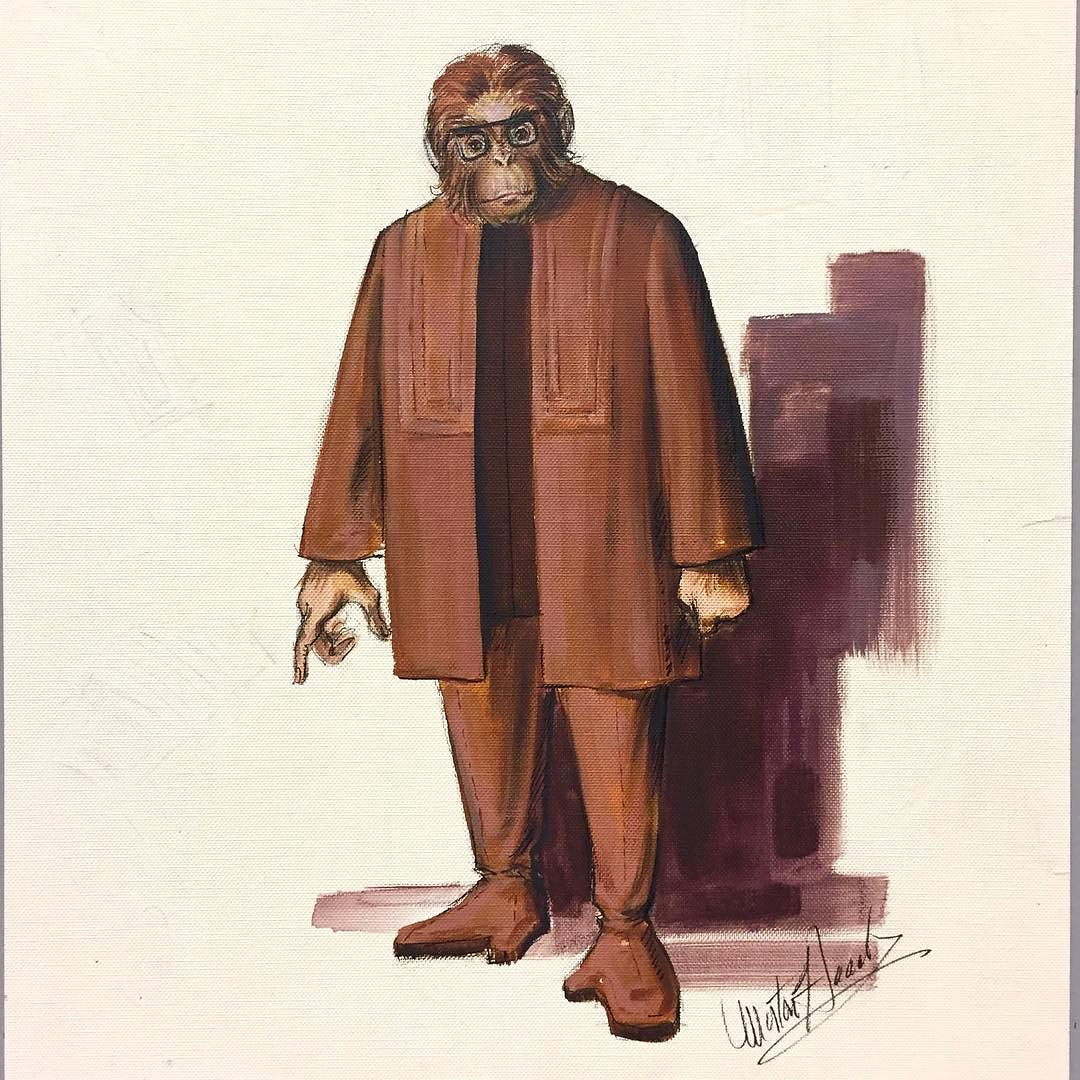
Dessin préparatoire du docteur Zaius.

Serling entame alors l'écriture de plus d'une dizaine d'ébauches,. Il rebaptise le héros du roman Ulysse en Thomas. Il mélange ensuite le roman de Pierre Boulle et le scénario d'un épisode de La Quatrième Dimension diffusé en 1960 : La Flèche dans le ciel. Ce dernier raconte l'histoire d'une équipe d'astronautes qui s'écrasent au milieu d'une planète inconnue et qui finissent par se retourner les uns contre les autres. Après avoir tué ses deux derniers compagnons, l'ultime survivant découvre qu'ils étaient sur Terre depuis le début,.
Du livre de Boulle, Serling retient l'idée d'une civilisation anthropoïde moderne propulsant le héros du statut de prisonnier des singes à celui de célébrité. Il garde aussi le fait que le héros découvre ses amis astronautes dans un zoo et qu'il comprenne que le docteur Zaïus veut l'éliminer pour faire disparaître toute trace d'une civilisation humaine antérieure. Serling introduit par contre le thème de la guerre froide, notamment à la fin, où il révèle que la planète des singes est en fait la Terre du futur que l'homme a ravagée lors d'une guerre nucléaire,. Les ébauches de Serling restent cependant assez éloignées de la version finale du scénario. Dans son premier script, il n'y a pas d'amerrissage en catastrophe du vaisseau spatial car Thomas et ses collègues utilisent un véhicule amphibie à chenilles pour explorer la planète. Dans son deuxième script, il ajoute qu'un des membres de l'équipage succombe dans la chambre de cryogénisation, et les épouvantails qui marquent la lisière de la Zone interdite. Serling réintègre les éléments relatifs à la fouille archéologique présents dans le livre de Boulle, notamment la découverte de la poupée humaine. Il y rajoute cependant un débat autour de la radioactivité du site. C'est dans ce deuxième script qu'il ajoute également le final de la statue de la Liberté,. Cornélius est alors très peu présent et sa relation avec Zira n'est pas évoquée. Dans le troisième script, Serling transfère certains des dialogues de Zaïus à Cornélius qui est cette fois présenté comme étant l'époux de Zira. Au cours de cette intrigue Zira emmène Thomas à dîner en ville et l'enivre. Il reprend aussi un autre élément du roman lorsque Thomas demande à embrasser Zira pour lui dire au revoir. Elle lui réplique « Mais vous êtes tellement laid ! ».

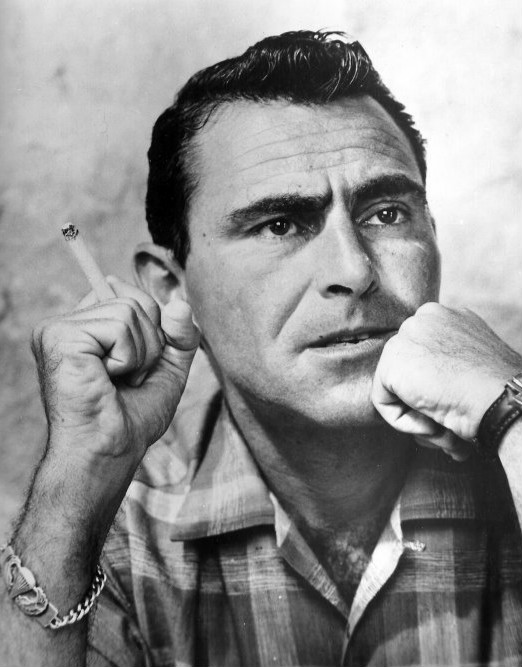
Le scénariste Rod Serling en 1959.

Warner Bros réalise donc des projections budgétaires qui indiquent que le projet est trop onéreux. Jacobs accepte ainsi de revoir le budget à la baisse. Frustré par ce revirement, le réalisateur Blake Edwards quitte le projet. Et comme Warner Bros n'est lié qu'à Edwards, Jacobs se retrouve alors également sans studio,. Il se tourne vers d'autres studios mais sans succès. À la Metro-Goldwyn-Mayer, faute de convaincre les décideurs, il noue un partenariat avec Mort Abrahams, le producteur de la série Des agents très spéciaux (1964-1968).
En juin 1965, Arthur P. Jacobs se met en quête d'un acteur de premier plan pour faire parler du projet. Il contacte ainsi Marlon Brando, Burt Lancaster, Paul Newman, Rock Hudson, Jack Lemmon et Charlton Heston. Seul ce dernier est intéressé,,,. Il trouve le concept fascinant. Il propose même à Jacobs un réalisateur : Franklin Schaffner,,. Celui-ci a énormément travaillé pour la télévision et a même réalisé des documentaires sur la Maison-Blanche en collaboration avec Jackie Kennedy. Il a également déjà dirigé Heston dans le film d’aventures Le Seigneur de la guerre en 1965,,. Schaffner accepte de participer au projet même s'il est convaincu qu'il ne se fera jamais,. Jacobs obtient également l'accord de l'acteur Edward G. Robinson pour jouer le docteur Zaïus.

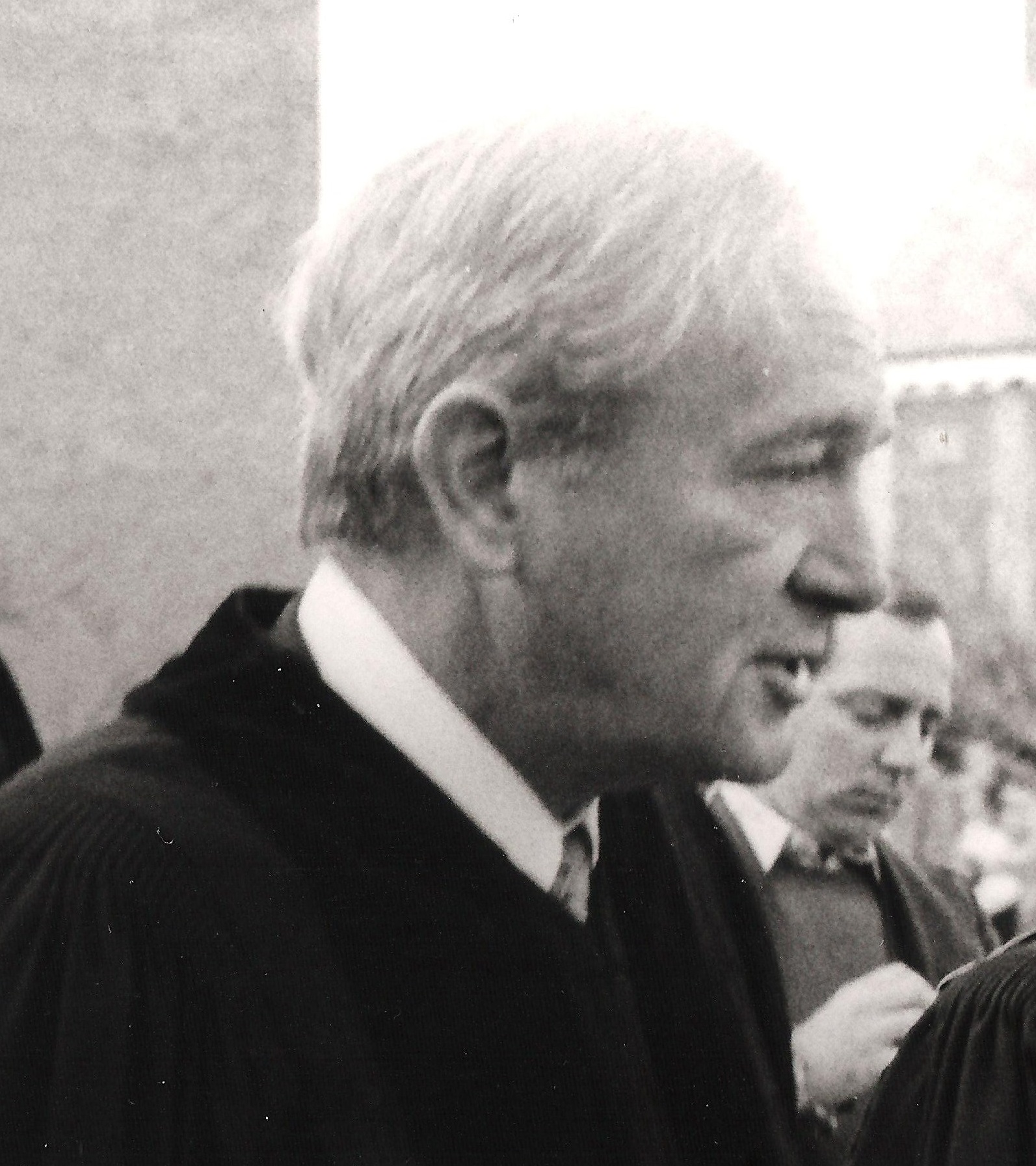
Franklin Schaffner en 1977.

Épuisé par la rédaction de plus de trente scripts, Rod Serling quitte le projet fin 1965,. Il est remplacé par Charles Eastman. Mais celui-ci est remercié après l'écriture de son premier script d'une trentaine de pages faisant la part belle à des dialogues d'astronautes utilisant un jargon inintelligible de science-fiction. Jacobs et Schaffner se tournent alors vers le scénariste Michael Wilson. Ce dernier a été victime en 1951 du Maccarthysme et n'a plus foi en l'humanité. Il souhaite donc introduire des thématiques sur les préjugés et du racisme. Wilson renomme le personnage principal George Taylor et en fait un misanthrope. Il rédige une nouvelle version de scénario qui transforme l'arrivée des astronautes en un amerrissage forcé et la société futuriste des singes en un état préindustriel où les singes montent à cheval et tirent à la carabine,. La version de Wilson met ainsi en scène plus d'action tout en réduisant les coûts de production. Il n'y a donc plus que trois grands ensembles de scènes : le début avec l'encerclement des astronautes par le bataillon de singes, le milieu dans la cité et la fin sur le site de fouille archéologique.
Début 1966, Arthur P. Jacobs propose le projet à Richard D. Zanuck, directeur de production de la 20th Century Fox avec qui il produit le film musical L'Extravagant Docteur Dolittle (1967),,. Bien que lui-même captivé par le concept, Zanuck n'est alors pas convaincu que le public prendra au sérieux des personnages anthropoïdes doués de parole,,. Le producteur accepte cependant de financer un test pour aborder le concept,,,. Ainsi en mars 1966, pour cinq mille dollars, Schaffner réalise une scène de cinq minutes avec Charlton Heston, Edward G. Robinson en Zaïus, James Brolin en Cornélius et le mannequin Linda Harrison, la nouvelle compagne de Zanuck, en Zira. Les maquillages des singes sont alors réalisés par Ben Nye, le chef du département maquillage de la Fox,,,,. Le test est convaincant, mais Zanuck reste encore sceptique. À l'été 1966, le film de science-fiction Le Voyage fantastique produit par la Fox remporte un franc succès commercial et critique. Jacobs pousse alors Zanuck à donner son feu vert à La Planète des singes en lui faisant miroiter qu'il aura un succès comparable,,. Zanuck finit par céder et lance la production du film,,,.

### Préproduction
Pour donner corps à l'œuvre, les producteurs engagent comme superviseur artistique William Creber déjà responsable pour la Fox des séries télévisées Perdus dans l'espace (1965-1968), Voyage au fond des mers (1964-1968) et Au cœur du temps (1966-1967),. Creber travaille alors à définir un style inédit pour les extérieurs, les décors, les accessoires mais aussi les costumes et les grimages. Creber réalise notamment l'apparence de l'astronef et en fait réaliser une maquette. Cependant pour que le modèle réduit ne soit pas détruit lors de l'amerrissage et pour que le problème d'échelle ne saute pas aux yeux, il demande à Schaffner que le plan où l'appareil part en vrille soit filmé d'un point de vue subjectif jusqu'à l'impact. Ensuite la caméra recule et la scène revient à l'intérieur de l'engin,. Creber construit également l'avant du vaisseau en taille réelle pour les plans où les astronautes quittent l'appareil.
Les producteurs décident de construire la Cité des Singes au ranch de la Fox situé à Malibu à l'ouest de Los Angeles,,. Creber travaille avec Mentor Heubner à la conception des demeures des singes. Il mélange ainsi les habitats troglodytiques de la vallée de Göreme en Cappadoce avec les œuvres d'Antoni Gaudí pour leur donner un cachet architectural,,,. Quand Creber montre les résultats à Arthur P. Jacobs, celui-ci est conquis. Il lui avoue alors que « cela ne ressemble à rien que j'aie pu voir jusqu'à présent »,. Creber demande ensuite au maquettiste Constantine Moros de construire une maquette au 1/50e. Creber découpe alors la maquette pour en obtenir des moules qu'il scie ensuite en tranches pour que la fabrique de la Fox puisse bien voir comment construire le décor. Les éléments sont ensuite construits en injectant de la mousse en uréthane dans des grands moules en carton. Ils sont ensuite envoyés bloc par bloc sur le lieu de tournage à Malibu,. L'étang où se baignent les astronautes a été créé de toutes pièces dans le ranch pour les besoins du précédent film de Jacobs, L'Extravagant Docteur Dolittle,. La cascade attenante est réalisée à l'aide d'une vingtaine de tuyaux d'incendie cachés,.
Le chef du département artistique de la Fox, Jack Martin Smith fait découvrir à Schaffner l'endroit idéal pour les scènes de la Zone interdite, les abords du lac Powell dans l'Utah, qui ont servi deux ans plus tôt de décor au péplum biblique La Plus Grande Histoire jamais contée. Lors de sa première visite sur les lieux, le caméraman de Schaffner, Leon Shamroy lui déclare : « c'est un paysage véritablement épique ».

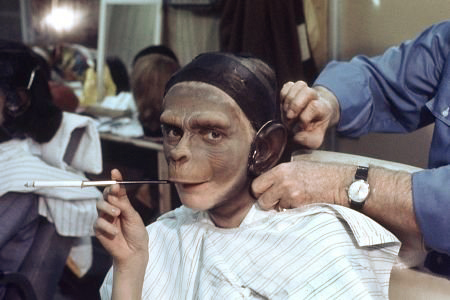
Séance de maquillage et pose des prothèses sur le visage de Kim Hunter, en août 1967.

En janvier 1967, la création des costumes du film est confiée à Morton Haack et la création des maquillages à John Chambers,. Ce dernier avait notamment créé les maquillages de la série Perdus dans l'espace mais aussi de Les Monstres (1964-1966) et d’Au-delà du réel (1963-1965),. Pour La Planète des singes, il doit concevoir trois espèces distinctes de grands singes : les gorilles, les chimpanzés et les orangs-outans. De plus, il doit personnaliser les visages de Zaïus, de Cornélius, de Zira et des autres simiens de premier plan. Il doit également fournir des maquillages pour l'ensemble des habitants de la cité des singes. Chambers développe alors plusieurs prothèses en latex pour permettre au visage des interprètes de former des expressions. Il y en a une pour le menton, une pour la partie supérieure de la bouche et le nez et une pour l'arcade sourcilière. Cependant les premiers résultats ne convainquent pas Jacobs. Chambers et ses maquilleurs ont en effet travaillé à partir de photos et sont allés voir des singes au zoo mais ne se sont jamais approchés d'un singe. Creber parvient à leur trouver un singe, en la personne de Debbie, la chimpanzé femelle de la série Perdus dans l'espace,,. Les maquilleurs examinent alors la texture et la couleur de sa peau et prennent des photos de ses mains. La semaine suivante, les maquilleurs réalisent un nouveau concept qui fonctionne. Durant le tournage, l'équipe de Chambers compte 60 maquilleurs et 40 perruquiers qui produisent tous les jours grimages et prothèses pour 35 à 38 personnages de premier plan et 160 personnages de second plan. Les maquillages coûtent à eux seuls 1 million sur les 5,8 millions de dollars du budget,.

Costumes du film
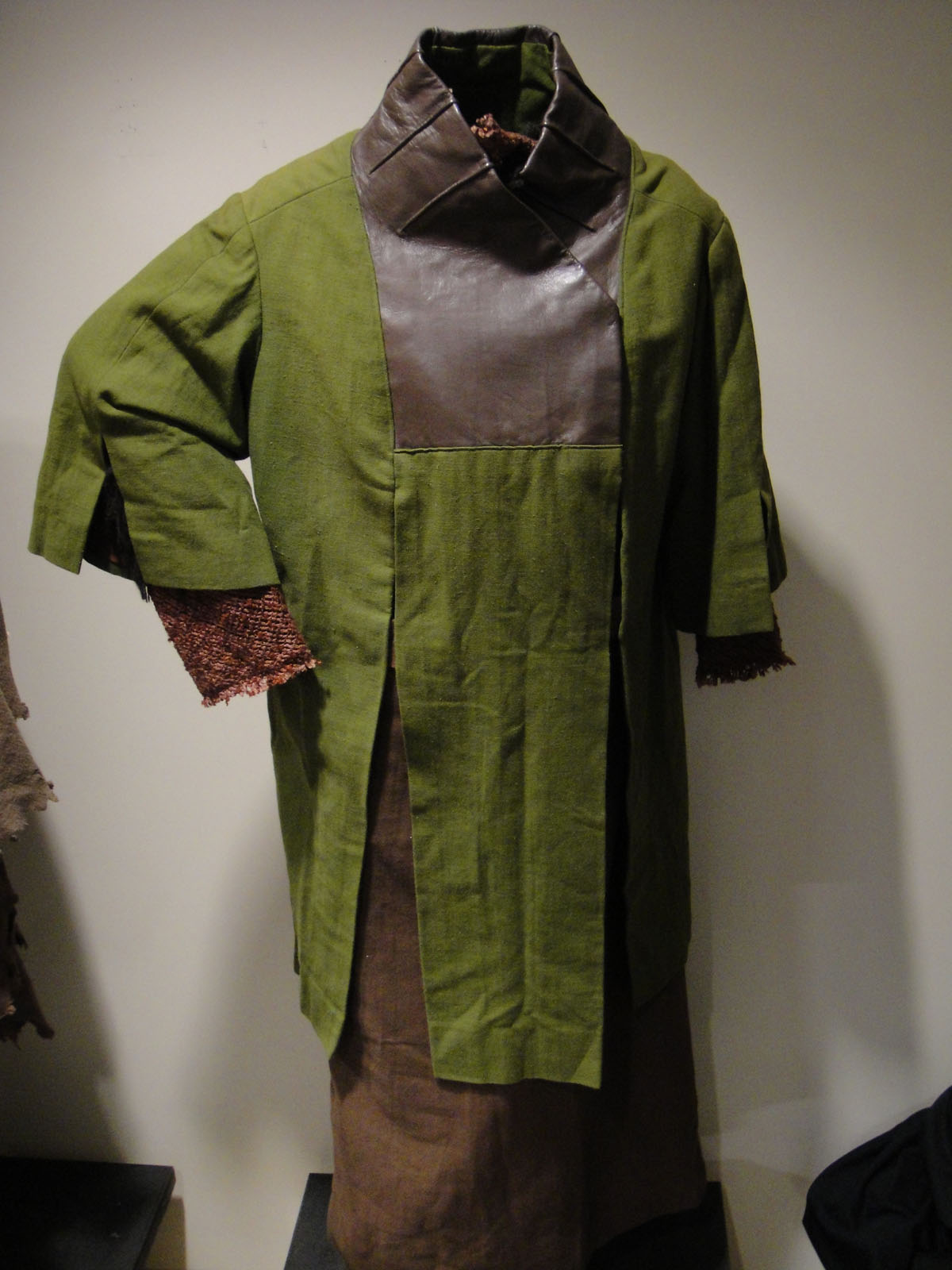
Costume de chimpanzé femelle.
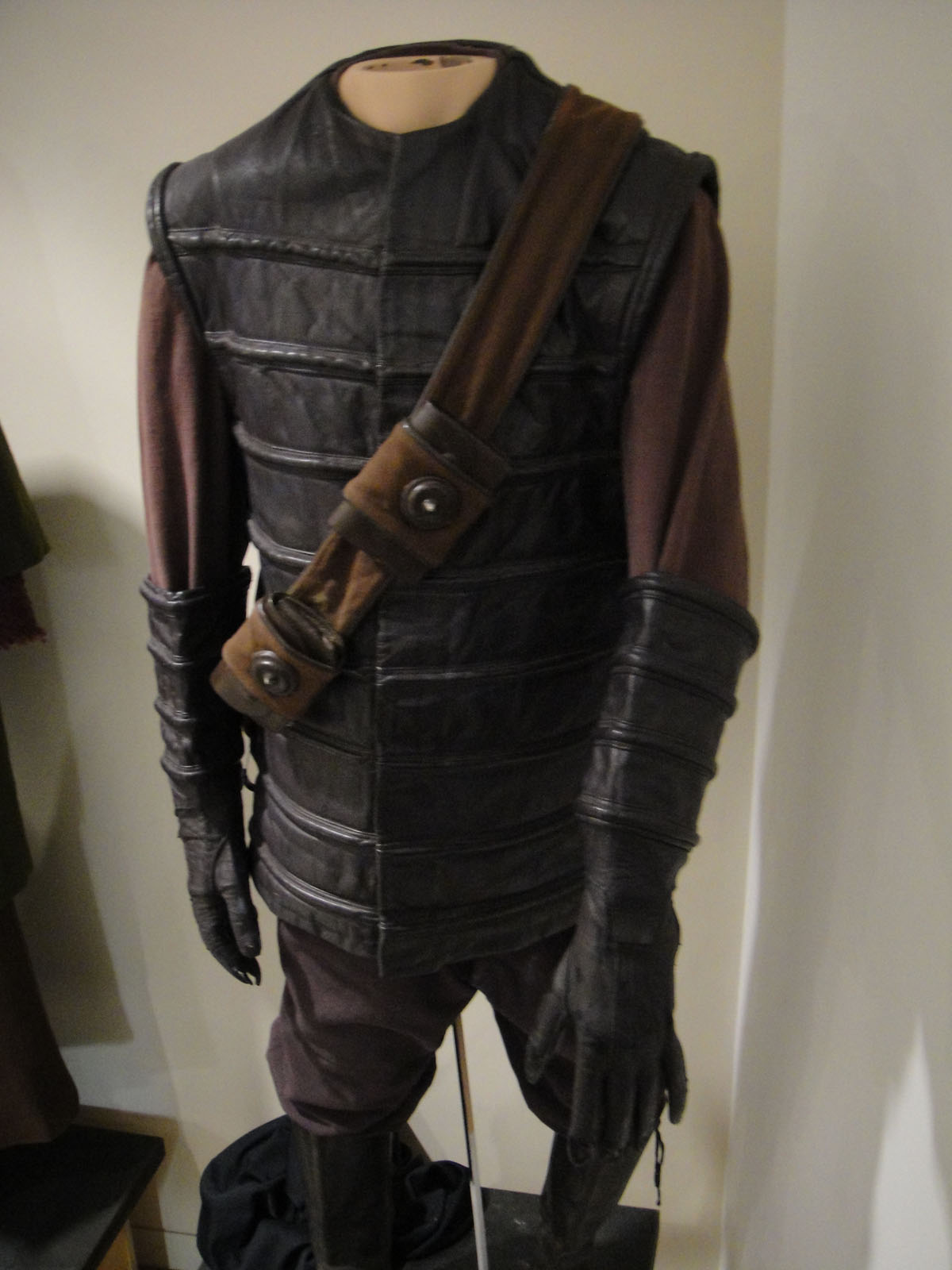
Costume de gorille mâle avec cartouchière.
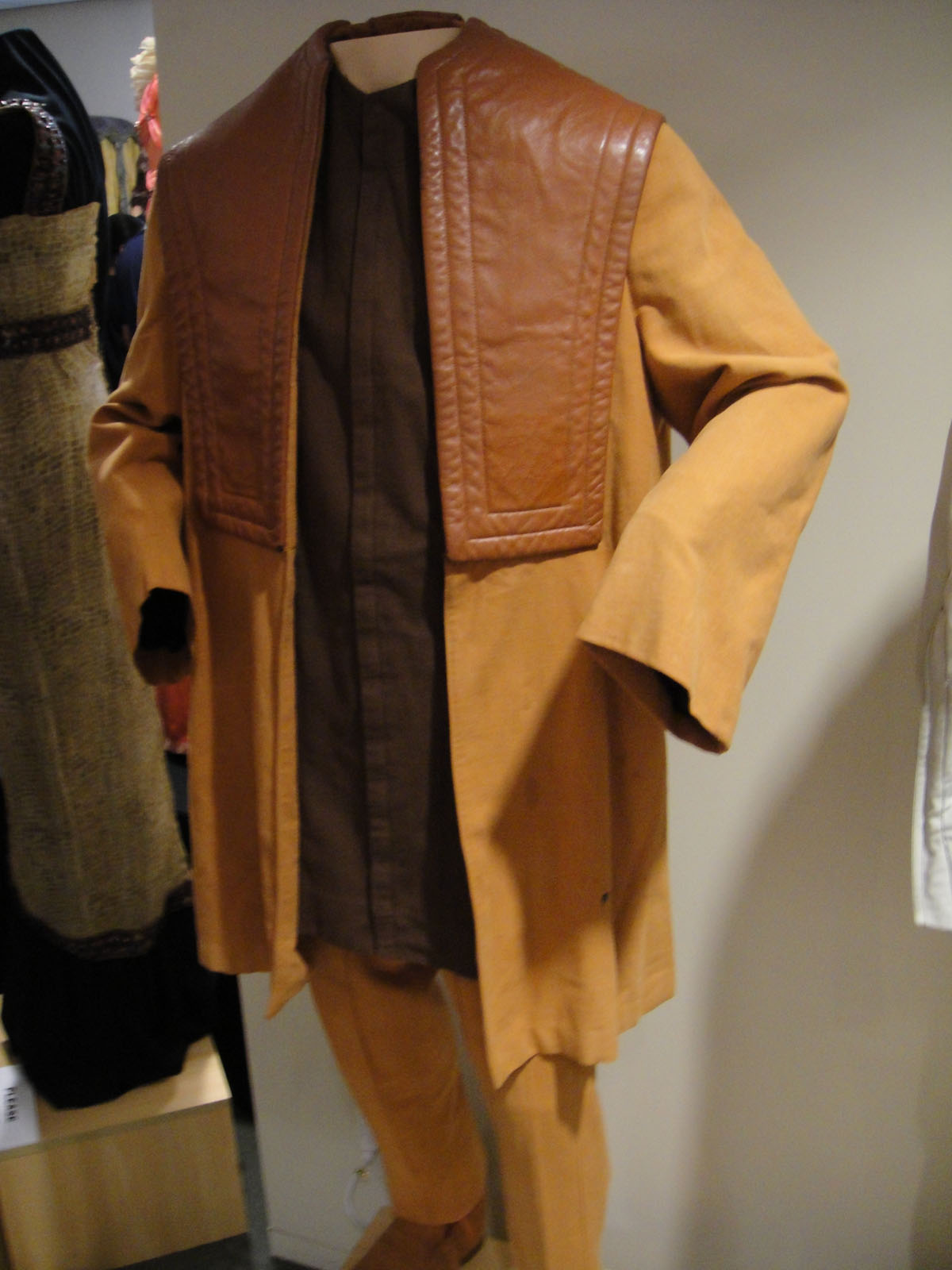
Costume d’orang-outan mâle.
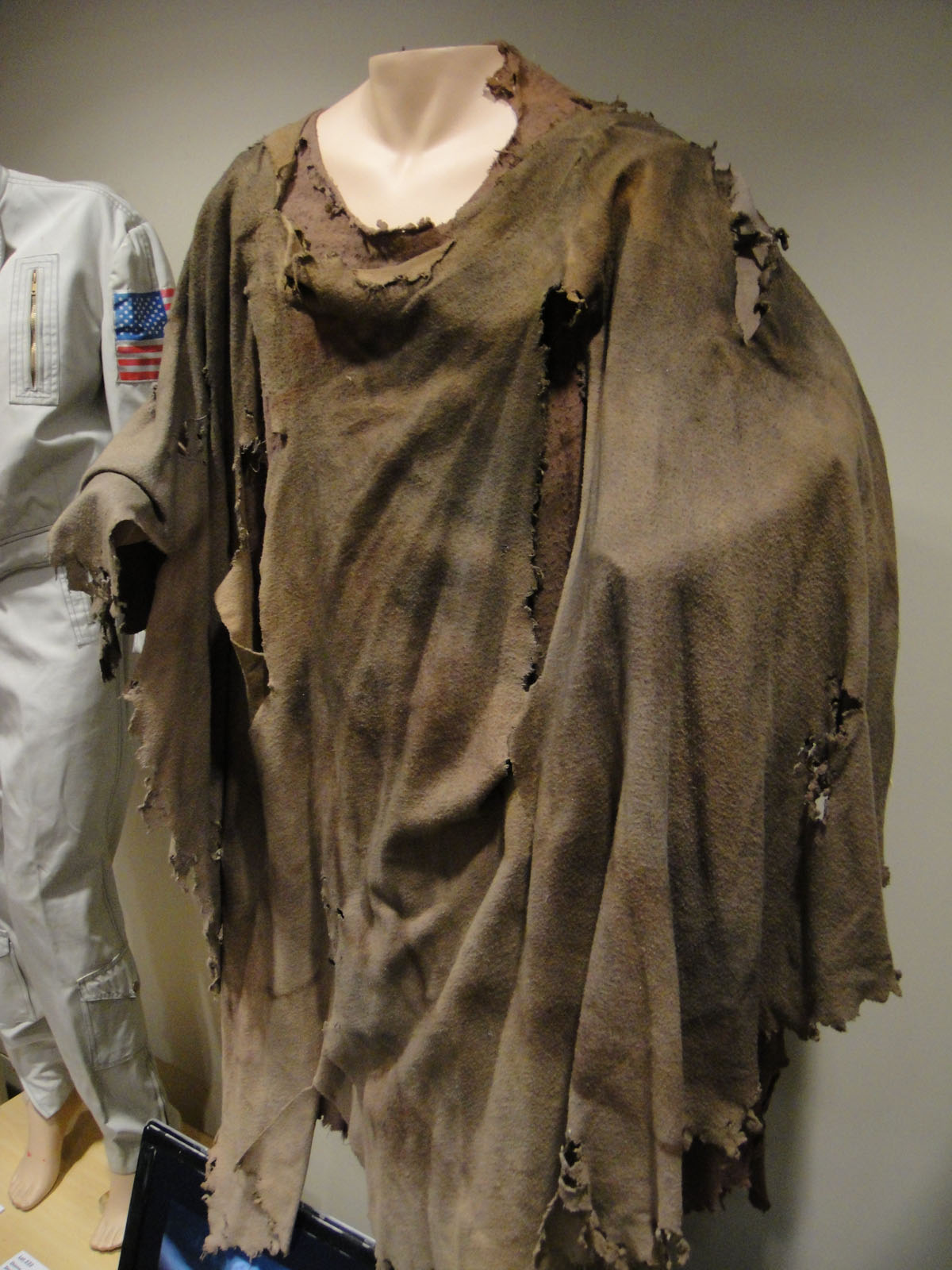
Tunique primitive du colonel George Taylor.
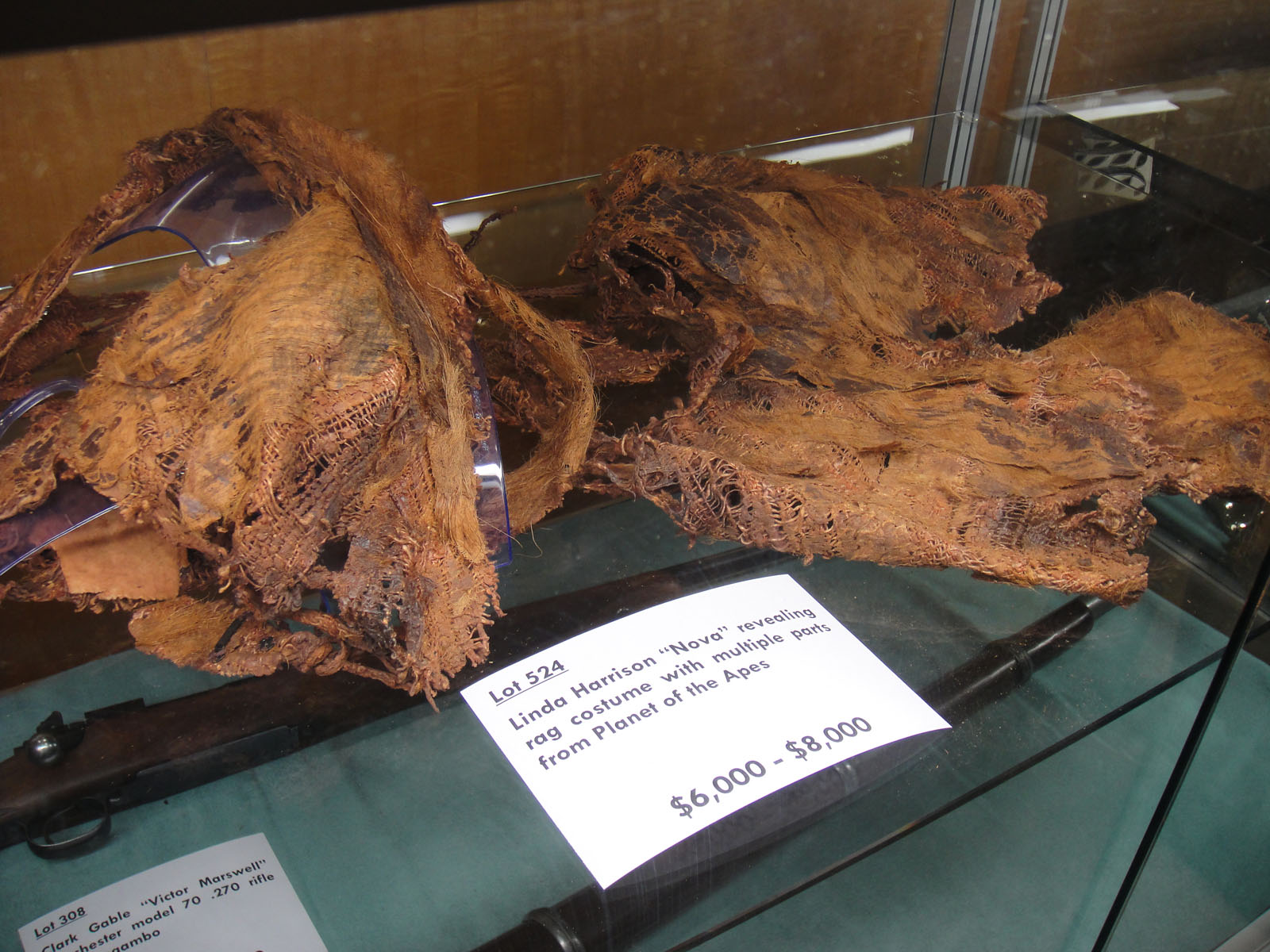
Tunique de Nova.
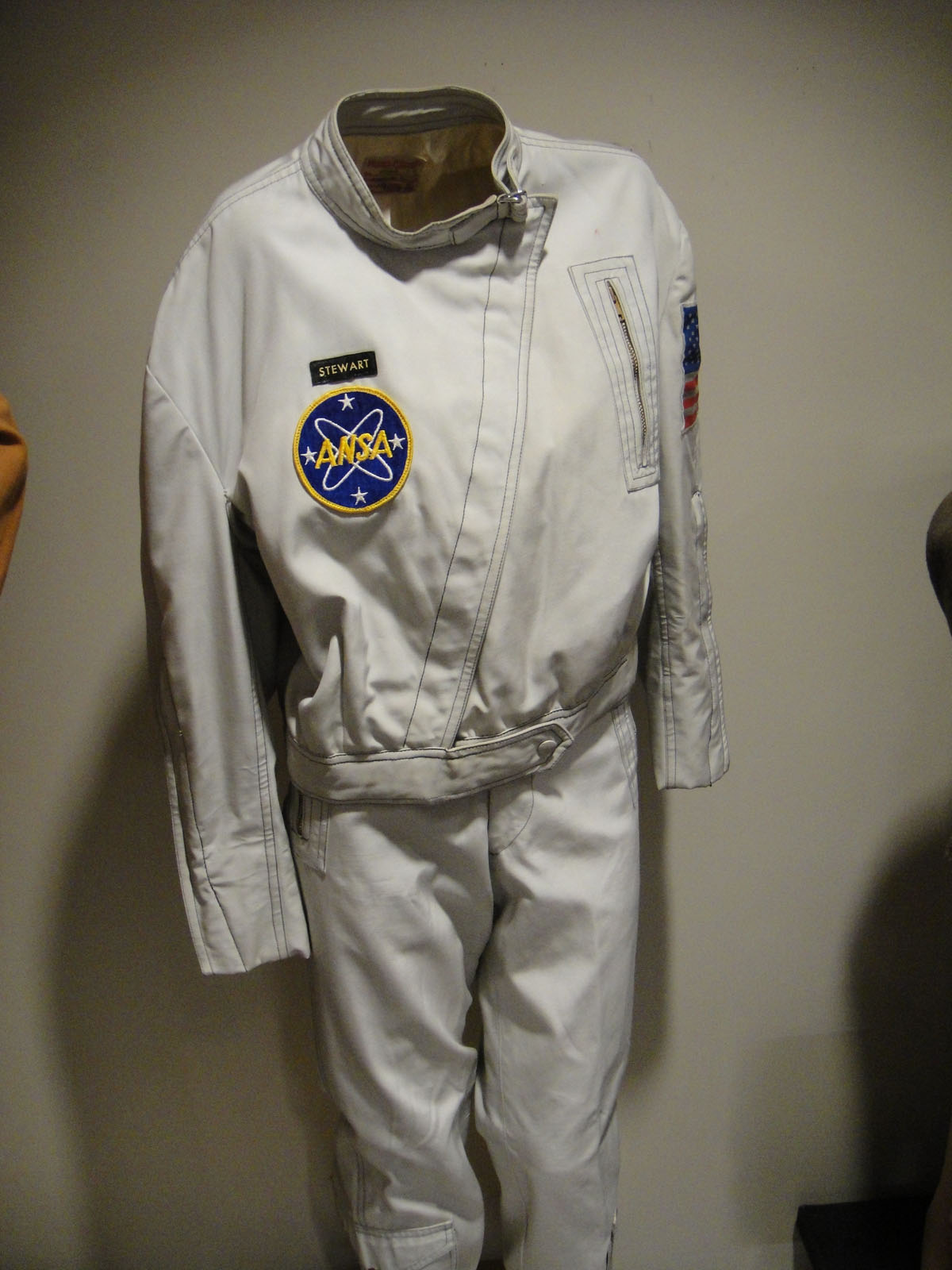
Uniforme de l'astronaute Stewart.

Cardiaque, l'acteur Edward G. Robinson se retire alors du projet : il pense en effet ne pas pouvoir supporter les nombreuses heures de maquillage,,,. Schaffner confie donc le rôle de Zaïus à l'anglais Maurice Evans,,. Un autre acteur britannique, Roddy McDowall, est retenu pour incarner Cornélius,,. Jacobs propose le rôle de Zira d'abord à Shirley MacLaine puis à Julie Harris qui le refusent, et finalement à Kim Hunter qui l'accepte,,. Face aux responsables de la Fox qui ne comprennent pas pourquoi il engage des interprètes confirmés pour interpréter les singes (selon Creber, de simples cascadeurs suffiraient), Schaffner leur affirme « qu'il faut des acteurs véritablement doués qui puissent projeter des émotions »,,. Le rôle muet de Nova est confié à Linda Harrison, la compagne du producteur Richard D. Zanuck.

### Tournage
Le tournage débute le 21 mai 1967, : les scènes d'exploration de la région du lac Powell en Arizona par les astronautes sont les premières tournées, en décor naturel, ; le superviseur artistique William Creber indique d'ailleurs que « vous pouviez parcourir des kilomètres et il n'y avait rien qui poussait. C'était donc le cadre parfait ». Ces scènes sont particulièrement difficiles pour les comédiens et les techniciens à cause des températures frôlant les 38 degrés Celsius. Jeff Burton qui interprète l'astronaute Dodge s'évanouit même à cause de la chaleur,. Les autres scènes en terrain désertique sont également tournées en Arizona près de Glen Canyon, du fleuve Colorado et de la ville de Page,. Après plusieurs jours de tournage, le producteur Mort Abrahams demande au réalisateur pourquoi ils sont toujours dans le désert à tourner des scènes d'introduction, Schaffner lui répond qu'il veut faire ressentir aux spectateurs sur la durée, l'épreuve endurée par les astronautes pour donner le ton du film.

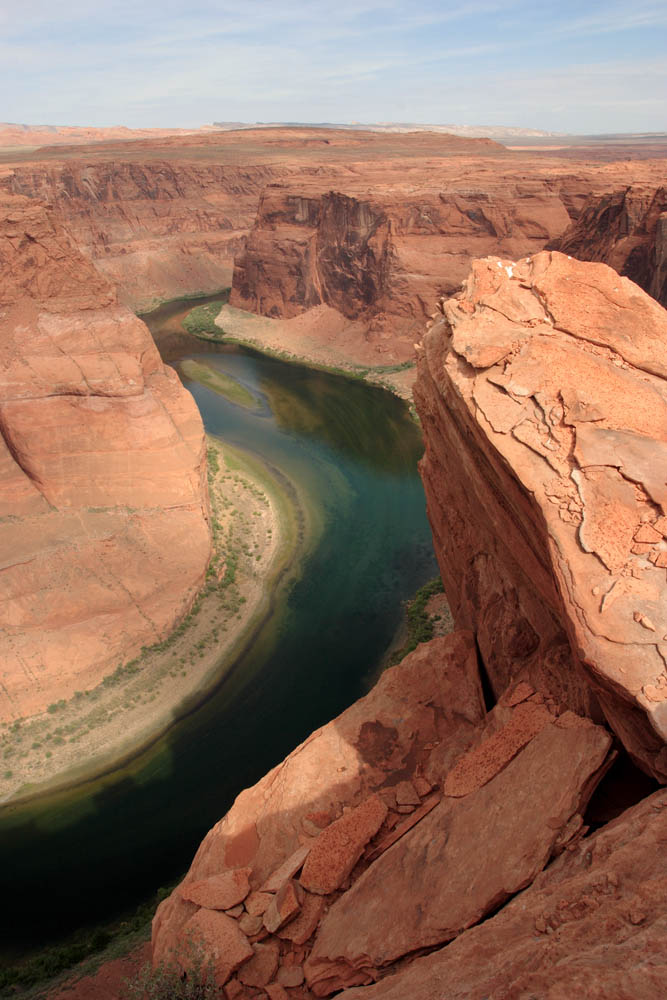
Glen Canyon et le fleuve Colorado.

Le tournage est particulièrement éprouvant pour les acteurs interprétant les singes. Le matin, ils doivent subir une longue session de maquillage de plus de trois heures. Ils passent également plus d'une heure pour l'enlever. Étant majoritairement fumeurs, ils doivent se servir de fume-cigarette. Pour les repas, ils doivent manger devant un miroir pour éviter d'abimer leur maquillage.
La partie de chasse aux humains, organisée par les gorilles, est minutieusement préparée par le réalisateur Franklin Schaffner qui souhaite faire de cette scène un des grands chocs cinématographiques de l'époque. Il fait par exemple pousser un champ de maïs en un temps record au beau milieu du ranch de la Fox pour rendre la battue plus mystérieuse,. Pour rendre l'apparition des gorilles plus effrayante, Creber teinte le pelage des gorilles et de leurs montures dans une même palette de mauve et de noir, donnant ainsi l'impression que les gorilles ne font plus qu'un avec leur montures, comme des sortes de centaures. De plus, pour rendre plus effrayant les chênes du ranch de la Fox, Creber demande que tout soit tourné à contre-jour, « afin qu'on ne voie pas les arbres verts mais presque noirs ».
Le 13 juin, alors que doit être tournée la scène où Taylor doit retrouver la parole après avoir été rendu muet, Charlton Heston se réveille avec une angine. Malgré cela, il parvient à tourner la scène. Il indique d'ailleurs : « Comme il s'agit de la première scène où nous entendons Taylor après sa blessure à la gorge, le cri rauque que j'ai pu produire était idéal ». D'une manière générale, le tournage n'est pas reposant pour l'acteur. Le même jour il reçoit des coups de tuyau d'arrosage le laissant dégoulinant d'eau. Le 21 juin lors de la scène du procès, il est malmené par un gorille qui le ligature et le tient attaché. Le 29 juin, il passe la journée à courir pieds nus au sein de la Cité des singes. Le 19 juillet, il reçoit des torrents d'eau dans la capsule spatiale censée sombrer. Le même jour, il note dans son journal : « Je réalise qu'il n'y a guère de scène dans ce satané film, où je n'ai pas été traîné, étranglé, ramassé dans un filet, pourchassé, arrosé, fouetté, saigné, pris pour cible, bâillonné, lapidé, chevauché, et de manière générale maltraité ».
La scène finale, où Taylor s'écroule devant les ruines à demi ensevelies de la statue de la Liberté est tournée à la plage de Zuma à Malibu entre le 3 août et 10 août,,. Seules la tête et la torche de la statue sont construites sur les lieux. La vision d'ensemble est une peinture sur cache réalisée par Emil Kosa, directeur adjoint du département des peintures de la Fox,,.
Le tournage prend fin le 10 août 1967 à cause de restrictions budgétaires qui contraignent le réalisateur à n'avoir que 45 jours de tournage au lieu des 55 prévus,,.

### Postproduction
Le montage est confié à Hugh S. Fowler et avance rapidement. Un passage du film est cependant problématique et peut contrevenir au code de production du cinéma américain. Il s'agit de la phrase que Taylor prononce à la fin du film : God damn you. Le producteur Arthur P. Jacobs convainc les censeurs d'autoriser cette phrase car elle ne vise pas à maudire Dieu mais demande plutôt à celui-ci de damner ceux qui ont détruit la civilisation,,. Le montage est terminé dès l'automne 1967.
Le producteur Richard Zanuck, même s'il soutient le film, a un doute sur la réaction du public. Il craint que les spectateurs se mettent à rire en entendant des singes parler. Il organise alors une projection test dans la ville de Phoenix. Cette séance le rassure car le public adhère complètement au postulat. Il déclare d'ailleurs que « c'est à cet instant seulement que nous avons compris. Nous avions touché quelque chose, profondément enfoui en chacun de nous. Les gens étaient captivés ».

### Bande originale
La musique du film est confiée à Jerry Goldsmith qui est alors en contrat avec la Fox depuis le début des années 1960. Celui-ci a déjà collaboré avec le réalisateur Franklin Schaffner sur son premier film Les Loups et l'Agneau en 1963. Goldsmith a pour mission de renforcer l'impression d'une planète extraterrestre ainsi que de créer un nouveau son pour évoquer une culture anthropoïde inédite. Il ne doit pas utiliser d'orgue de Barbarie ou de fanfares de cirques qui sont beaucoup associés aux singes dans les films américains. Goldsmith refuse également d'utiliser de la musique électronique comme l'ont fait par exemple Bebe et Louis Barron pour l'opéra de l'espace Planète interdite en 1956,.

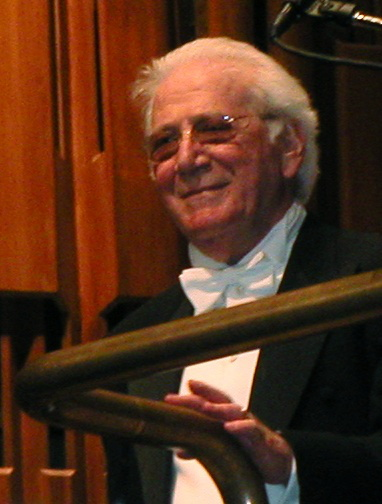
Le compositeur Jerry Goldsmith en 2001.

Pour l'ouverture musicale qui accompagne le générique, Goldsmith utilise des notes graves de piano qui « pilonnent » la séquence pour donner l'impression d'un monde étranger. La tonalité devient encore plus menaçante du fait de la sonorité des cordes stoppées net d'un revers de main. Le premier indice simiesque qu'il livre ensuite est le grincement d'une flûte à coulisse. Pour donner de la couleur à la partition, Goldsmith ajoute plusieurs percussions originales notamment des culs de poule. Il obtient ainsi des cliquetis toniques pour donner une impression déconcertante de folie chaotique durant la scène où les astronautes dévalent une pente,,. Le compositeur demande également à ses percussionnistes de gratter des gongs avec des triangles et aux joueurs de cor de souffler à l'envers dans le bec de l'instrument pour générer un souffle caractéristique pour les scènes de la Zone interdite. Il ajoute aussi des angklungs, des instruments indonésiens en bambou qui créent un son évocateur de frottement crépitant pour ponctuer un certain nombre de scènes dont la fuite de Taylor dans la Cité des singes et la séquence des fouilles archéologiques.
Pour donner malgré tout un effet électronique à sa partition, Goldsmith se sert d'un echoplex, une machine qui permet de diffuser un son en différé pour réaliser un écho à dissipation graduée. Le compositeur enregistre séparément les altistes et les violoncellistes puis passe le tout à l'echoplex pour créer des sonorités spatiales pour accompagner les séquences du désert. Pour la séquence où les hommes sont encerclés par les gorilles à cheval, Goldsmith crée un morceau nommé La Chasse. Il utilise une corne de bélier, un classique pour faire retentir les cris de guerre,,. Il complète le son par un instrument brésilien, un cuíca, un tambour à friction à la membrane percée au centre pour y faire passer une tige et qui produit une sorte de grognement. Ce son est notamment mis en avant lors de la fin de la chasse,,. Pour le moment où Taylor retrouve Landon lobotomisé, les trombones donnent voix à la frustration de Taylor.
C'est le label 3 Records, la marque fondée par le musicien Enoch Light, qui édite les partitions de Goldsmith de La Planète des singes. Light enregistre les thèmes musicaux du film avec son propre orchestre. La Planète des singes est l'une des premières bandes-son à sortir en cassette audio en plus du disque microsillon. Le morceau La Chasse est cependant manquant et ce n'est qu'en 1992 lors de la ressortie de la musique chez Intrada Records qu'elle est incluse. La partition intégrale est, elle, commercialisée en 1996 chez Varèse Sarabande.
Liste des morceaux du disque de 1968
| 1.    | Main Title            | 2:09 |
| 2.    | The Revelation        | 1:33 |
| 3.    | The Clothes Snatchers | 2:36 |
| 4.    | New Identity          | 2:04 |
| 5.    | The Forbidden Zone    | 2:50 |
| 6.    | The Search            | 4:51 |
| 7.    | The Cave              | 1:17 |
| 8.    | A Bid for Freedom     | 1:16 |
| 9.    | A New Mate            | 1:04 |
| 10.   | No Escape             | 5:14 |
| 24:54 |                       |      |

Liste des morceaux de l'intégrale de 1996
| 1.    | Twentieth Century Fox Fanfare                 | 0:13  |
| 2.    | Main Title                                    | 2:13  |
| 3.    | Crash Landing                                 | 6:40  |
| 4.    | The Searchers                                 | 2:25  |
| 5.    | The Search Continues                          | 4:55  |
| 6.    | The Clothes Snatchers                         | 3:09  |
| 7.    | The Hunt                                      | 5:10  |
| 8.    | A New Mate                                    | 1:04  |
| 9.    | The Revelation                                | 3:20  |
| 10.   | No Escape                                     | 5:39  |
| 11.   | The Trial                                     | 1:45  |
| 12.   | New Identity                                  | 2:24  |
| 13.   | A Bid for Freedom                             | 2:36  |
| 14.   | The Forbidden Zone                            | 3:23  |
| 15.   | The Intruders                                 | 1:09  |
| 16.   | The Cave                                      | 1:20  |
| 17.   | The Revelation, Part 2                        | 3:15  |
| 18.   | Suite from Escape from the Planet of the Apes | 16:27 |
| 67:07 |                                               |       |

## Accueil

### Accueil critique

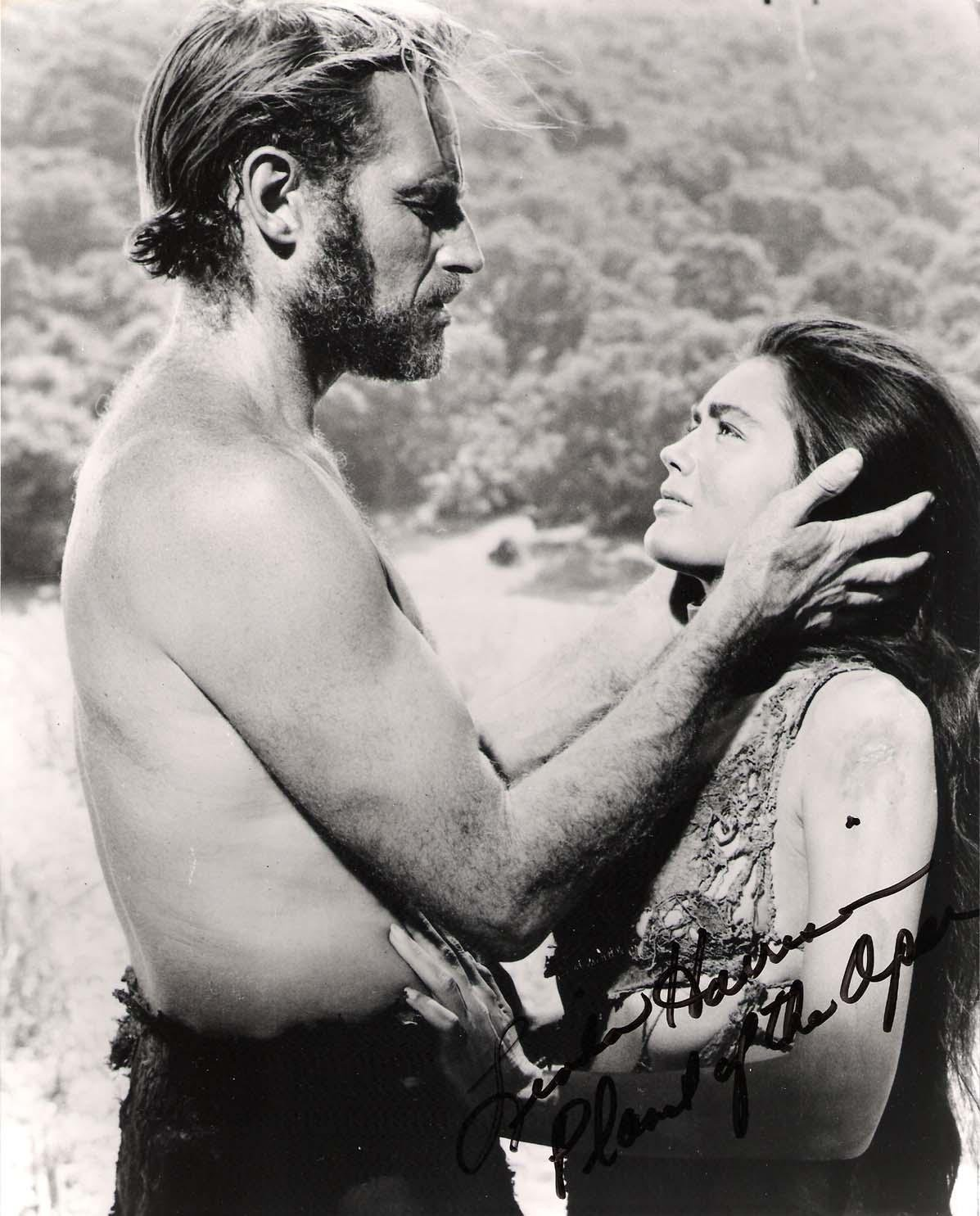
Photo de Charlton Heston et Linda Harrison prise durant le tournage.

Le film est salué par une critique dithyrambique quasi unanime,. Elle voit en ce film de la science fiction sérieuse et adulte à l'instar du film sorti le même jour 2001, l'Odyssée de l'espace et loin des feuilletons du type de Flash Gordon (1954-1955).
Dans la revue Life, Richard Schickel écrit que « La Planète des singes est le meilleur film américain que j'aie vu jusque-là cette année. C'est une œuvre consciente de (et enthousiasmée par) ses propres possibilités »,. Même la critique acerbe Pauline Kael de The New Yorker adore le film, elle écrit que « c'est l'un des meilleurs opus de science-fiction à n'avoir jamais été produits par Hollywood ». Kael d'habitude très critique avec Charlton Heston, loue la prestation de l'acteur : « C'est l'archétype de ce qui fait que les Américains gagnent... Il représente la puissance américaine. Il incarne le mythe de la star de cinéma à un point que c'en devient absurde. C'est le parfait Adam américain ». Le scénariste Michael Wilson dit d'ailleurs que le personnage de Taylor est un second Adam qui devient « l'unique espoir de survie d'une espèce » qu'il méprise. Il a même proposé au producteur Arthur P. Jacobs de rebaptiser le film Notre second Adam ou Adam II.
John Mahoney du magazine The Hollywood Reporter indique que « par son appel à la fois à l'imagination et à l'intellect dans un contexte d'action et d'aventure élémentaire, par sa pertinence relative aux problématiques de son époque, par les moyens avec lesquels il offre un divertissement total... La Planète des singes est un film rare qui transcendera les âges et les groupes sociaux ». Kevin Thomas du journal Los Angeles Times trouve que le film est une « rareté, un blockbuster hollywoodien qui non seulement tente beaucoup mais accomplit tout ce qu'il a l'intention de faire. Un triomphe d'art et d'imagination ». Art D. Murphy du magazine Variety écrit que le film est une « allégorie politico-sociologique, moulée dans le moule de la science-fiction futuriste, la production est un mélange intrigant de satire effrayante, une juxtaposition parfois étrange de mœurs humaines et singes, d'optimisme et de pessimisme. ».
Les quelques critiques négatives viennent du quotidien The New York Times qui indique que même si le film reste amusant à regarder, « il n'est pas bon du tout », de l'hebdomadaire The Nation qui trouve « l'histoire inintéressante et les dialogues abrutissants » et du quotidien The Times qui pense que « l'histoire est passée de la satire swifienne à l'auto-parodie ».
Sur le site Rotten Tomatoes, le film obtient le score de 86 % pour un total de 59 critiques. En 2008, La Planète des singes est sélectionné par le magazine Empire pour figurer sur sa liste des 500 plus grands films de tous les temps.

### Box-office
La Planète des singes est un succès commercial avec 32 589 000 dollars de recettes en Amérique du Nord pour un budget de 5 800 000 dollars,. Il est l'un des plus gros succès de l'année. En France avec 1 715 000 entrées, le film se classe en vingt-huitième position du box-office de l’année 1968 loin derrière 2001, l'Odyssée de l'espace (7e) mais devant Barbarella (54e), les deux autres films de science-fiction de l'année.
| Pays       | Box-office (1968) | Classement de l'année (1968) |
| ---------- | ----------------- | ---------------------------- |
| France     | 1 715 000 entrées | 28e                          |
| États-Unis | 32 589 000 US$    | 6e                           |

## Distinctions
Note : sauf mention contraire, les informations ci-dessous sont issues de la page Awards du film sur l'Internet Movie Database. Ici sont listés les principaux prix.
Le film obtient un oscar d'honneur pour le maquillage de John Chambers. Il est également nommé pour les costumes de Morton Haack et la musique de Jerry Goldsmith,,. Par la suite il est inscrit au registre national des films des États-Unis.

### Récompenses
| Année | Cérémonie ou récompense                | Prix                                                               | Lauréat(es)        |
| ----- | -------------------------------------- | ------------------------------------------------------------------ | ------------------ |
| 1969  | Oscar d'honneur                        | Pour son exceptionnelle performance en maquillage dans ce film     | John Chambers      |
| 1969  | National Board of Review               | Inscription sur la liste des dix meilleurs films de l'année 1968   |                    |
| 1996  | Genesis Awards                         | Meilleur film classique                                            |                    |
| 2001  | National Film Registry                 | Inscription au registre national des films des États-Unis          |                    |
| 2008  | Jules Verne Awards                     | Meilleur film légendaire                                           | Franklin Schaffner |
| 2020  | Online Film and Television Association | Inscription au temple de la renommée des meilleurs films de l'OFTA |                    |

### Nominations
| Année | Cérémonie ou récompense | Prix                            | Lauréat(es)     |
| ----- | ----------------------- | ------------------------------- | --------------- |
| 1968  | Laurel Awards           | Meilleur film action-dramatique |                 |
| 1969  | Oscars du cinéma        | Meilleurs costumes              | Morton Haack    |
| 1969  | Oscars du cinéma        | Meilleure musique originale     | Jerry Goldsmith |

## Analyse

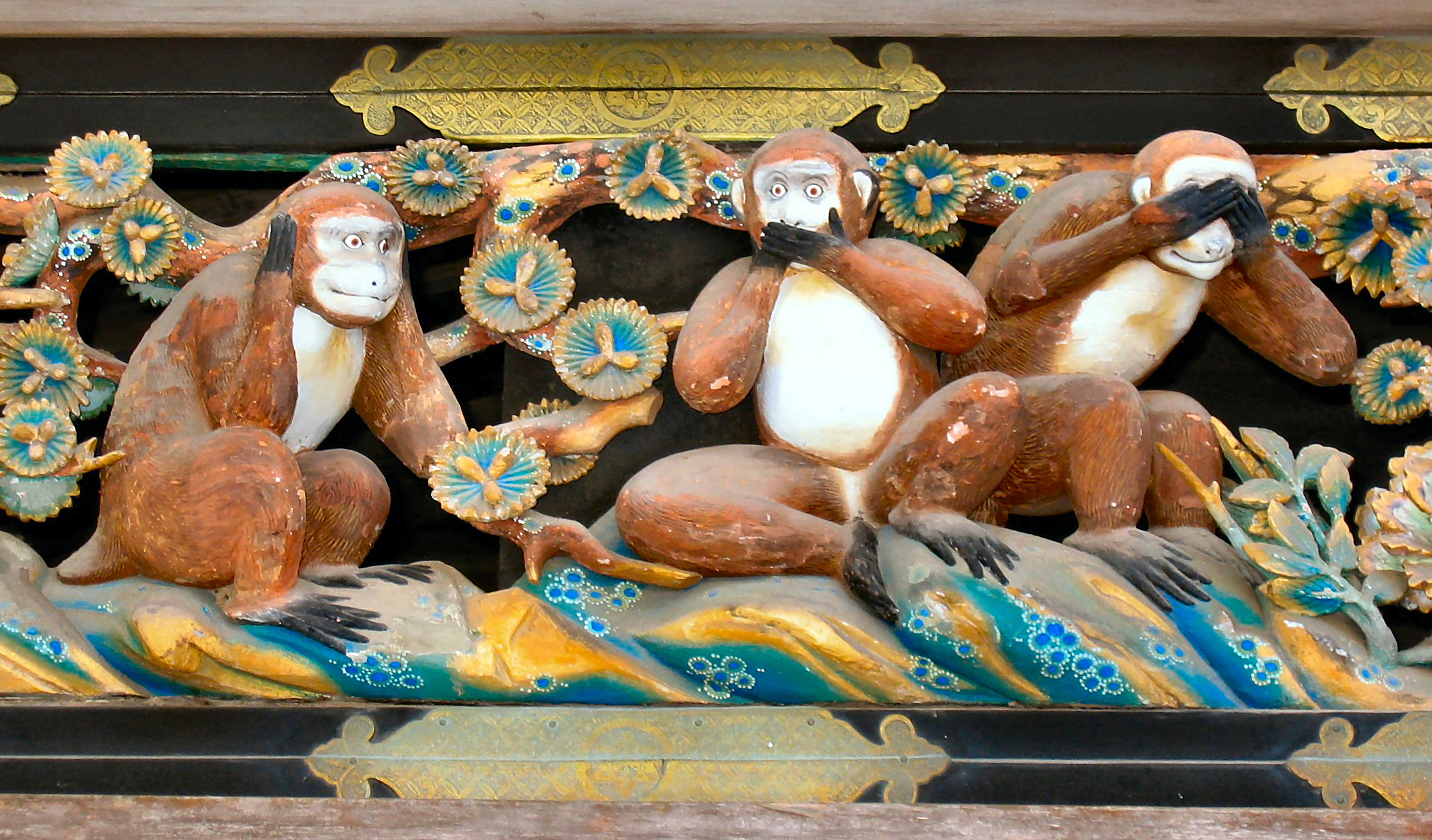
Sculpture des singes de la sagesse attribuée à Hidari Jingorō.

Le scénariste Michael Wilson qui a notamment figuré sur la liste noire de Hollywood au temps du maccarthysme politise beaucoup le scénario,,. Il se soucie des injustices sociales et concentre donc son histoire sur la répression des connaissances, l'intolérance et le fanatisme religieux. Son scénario est une satire, une métaphore sur la situation de l'époque, à la manière de Jonathan Swift ou de George Orwell. Il détourne des références culturelles pour les adapter à la société simiesque. Le directeur de production Richard D. Zanuck avoue ne pas avoir vu le sens politique du film. Il pensait produire seulement un film d'aventures,,.
Durant la scène du tribunal, alors que Taylor explique d'où il vient, les trois juges adoptent la posture des singes de la sagesse. Maximus se couvre les yeux, le président se bouche les oreilles et Zaïus masque sa bouche. Cette allusion n'est pas prévue par le scénario. C'est le réalisateur Franklin Schaffner et l'acteur Charlton Heston qui en ont l'idée durant le tournage, d'abord pour s'amuser, puis ils la proposent aux producteurs qui acceptent de l'inclure.
Comme souvent dans la science-fiction, les non-humains sont un miroir reflétant les travers de l'humanité,. Dans la planète des singes, la société est théocratique. Elle suit aveuglément les règles édictées par les « Écritures »,. Elle est divisée en trois castes infrangibles : les orangs-outans, les gorilles et les chimpanzés. Les premiers sont les dirigeants. Ils occupent les places principales dans les sciences et la religion. Les deuxièmes sont des brutes qui s'occupent des affaires militaires et policières. Les troisièmes sont des sympathiques pacifistes prenant des risques pour défendre une noble cause,. Chose étrange, lors des pauses déjeuner durant le tournage, les interprètes représentant chacune des castes se regroupent naturellement pour déjeuner avec leurs semblables,. Il s'agit, en fait, d'une représentation schématique et sommaire des États-Unis des années soixante bousculés par la révolution sexuelle, la Guerre du Viêt Nam, les émeutes raciales de Watts ou de Détroit et le mouvement américain des droits civiques,,.
Linda Harrison, l'interprète de Nova indique que les américains avaient alors « vraiment la trouille de faire sauter la planète. À cette époque, en classe, on nous apprenait à nous cacher sous nos bureaux en cas d'attaque nucléaire. Le film touchait une corde sensible. Et puis, il y avait les droits civiques : le film montrait cette division, les barrières que nous avions dressées ». Le film est très tôt vu comme une évocation du racisme, ainsi dès sa sortie l'artiste Sammy Davis Jr. l'affirme publiquement en indiquant que c'est « le meilleur film sur les relations entre blanc et noir que j'aie jamais vu »,. La battue à cheval, rappelle par exemple les répressions brutales des manifestations afro-américaines par le président Johnson dans les années 1960. La présence de Charlton Heston dans le film n'est pas non plus neutre. Il a en effet œuvré pour la présence des acteurs hollywoodiens lors de la Marche sur Washington pour l'emploi et la liberté de 1963.

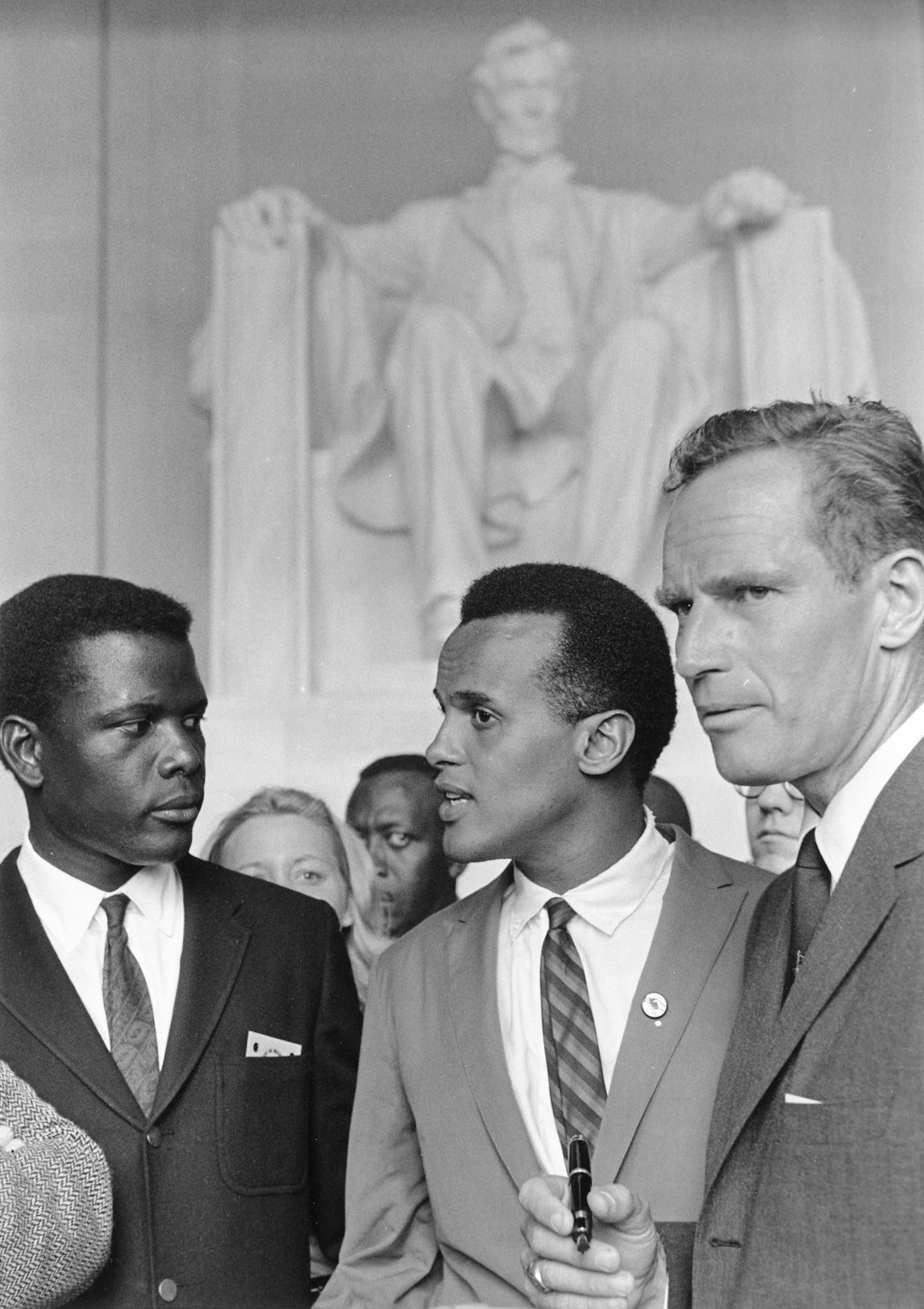
Sidney Poitier, Harry Belafonte et Charlton Heston durant la Marche sur Washington de 1963.

L'intransigeance scientifique des orangs-outans rappelle également l'intolérance de l'Église catholique du début du XVIe siècle à l'égard des Indiens d'Amérique. Le procès de Taylor prenant alors des airs de controverse de Valladolid, la caste des orangs-outans faisant en quelque sorte office de clergé.
Dans le film, Cornélius développe une thèse qui voudrait que le singe descende d'un primate inférieur qui pourrait être l'homme. Zira ajoute que George Taylor pourrait être « le chaînon manquant entre le primate non évolué et le grand singe ». Elle fait référence au concept de « chaînon manquant » qui fut en vogue au XIXe siècle, mais qui est alors obsolète en 1968. Le docteur Zaïus affirme aussi que si Taylor « était le chaînon manquant, les Livres Sacrés seraient faux ». Cette phrase est une référence aux mouvements religieux qui réfutent le darwinisme en faveur du créationnisme,. Zaïus est un modèle de créationniste. Pour lui, la croyance prend le pas sur la science. Zira pense, au contraire, qu'une preuve scientifique ne peut être hérétique. Le procès de Taylor peut également être vu comme une référence au Procès du singe qui oppose en 1925 des fondamentalistes chrétiens à un professeur d'école qui a enseigné la théorie de l'évolution à ses élèves. Le procès a d'ailleurs donné lieu à un film en 1960 : Procès de singe.
Le film est également une réflexion sur la domination relative de l'homme sur la nature,. Il montre en effet des êtres humains traqués pour le plaisir pour « une bonne chasse », servir de cobaye « pour le bien de la science » où même être considérés comme nuisibles en mettant les récoltes en danger. Le premier article de la foi simiesque indique aussi que « Le Tout-Puissant créa le singe à son image, lui donna une âme et un esprit qui le différencient des bêtes et fit de lui le seigneur de la planète ». Il place ainsi l'homme, remplacé à la tête de la création, comme un gibier nuisible qui met en danger l'espèce dominante et qui doit donc être éradiqué.

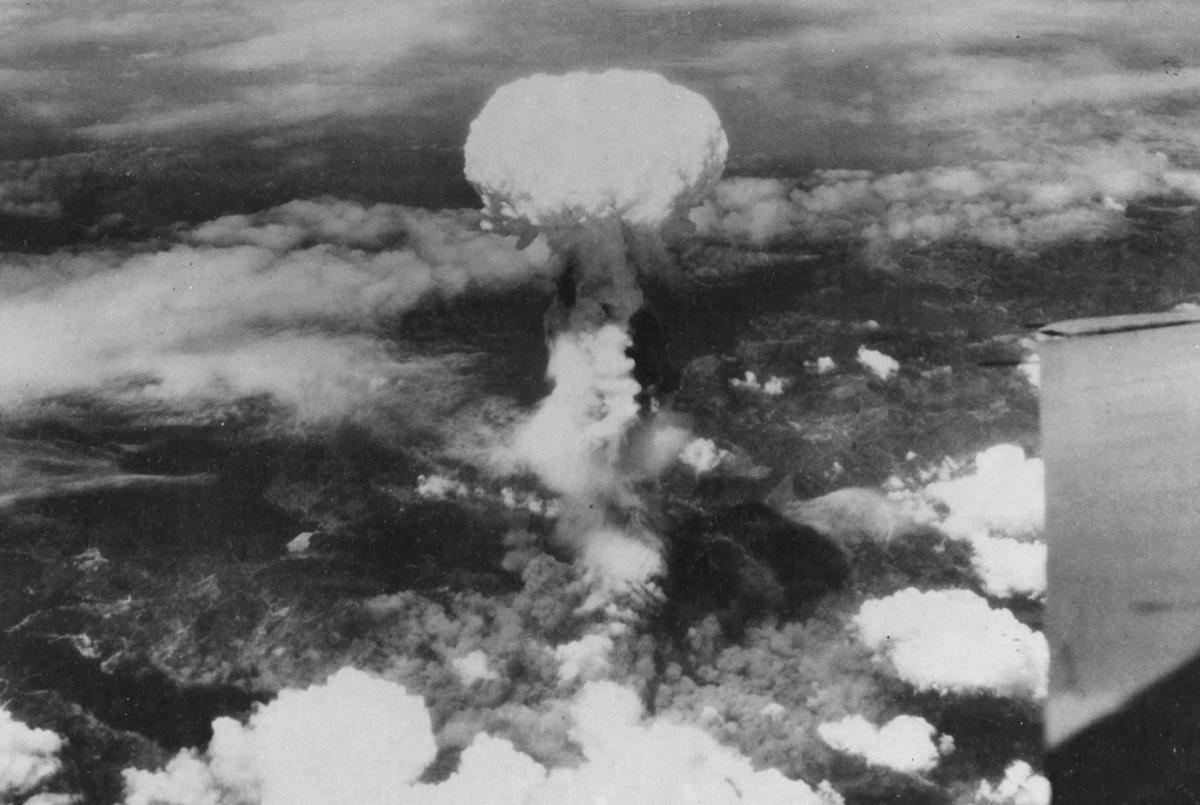
L'Amérique du Nord vit dans la peur d'un conflit nucléaire.

Réalisé en pleine guerre froide, le film met en avant la peur des conséquences d'un conflit nucléaire,. Il dénonce les conséquences néfastes de l'antagonisme entre l'URSS et les États-Unis. Il présente dans son final les conséquences peu réjouissantes pour l'homme de la guerre nucléaire. Le producteur Arthur P. Jacobs et le réalisateur Franklin Schaffner voulaient d'ailleurs accentuer le final par la mort de Taylor abattu par des gorilles. Les derniers mots du personnage auraient été : « Je suis le dernier de la race des maîtres. Celle des tueurs ». Zaïus aurait alors rajouté « Prions pour que l'espèce soit éteinte ». La scène est tournée par Schaffner mais Wilson s'oppose à son intégration au film, il pense que la mort de Taylor serait incohérente vis à vis de la forme satirique du film,. La fin doit montrer selon lui que l'homme n'a pas de salut possible. Le recours aux armes nucléaires est donc une régression.
La représentation de la mort d'une civilisation est déjà dans le roman de Pierre Boulle. Dans le film, elle résulte de l'utilisation néfaste des progrès scientifiques. L'utilisation à la fin du film de l'image de la statue de la Liberté brisée prouve que l'utilisation des armes nucléaires anéantit tout ce qu'elle symbolise : l'espoir, l'accueil et le progrès. La civilisation que trouve Taylor, celle des singes, n'est pas meilleure que celle des hommes. Les singes ne se battent pas entre eux, mais sont arriérés et finalement peu nombreux. La vie a quitté une grande partie de la Terre, comme dans les récits post-apocalyptiques. La « Zone interdite » n'est pas que le lieu où se trouve le glorieux passé des hommes, c'est aussi un lieu mort et vide.
Le journaliste français Olivier Père met en parallèle La Planète des singes avec l'autre grand film de science-fiction sorti en 1968 : 2001, l'Odyssée de l'espace de Stanley Kubrick. Selon lui, même si le second est plus expérimental que le premier, les deux films partagent plusieurs thèmes et ambitions : « voyages intergalactiques, collision entre les origines de l’humanité et un futur angoissant, réflexion sur l’idée de civilisation, d’évolution et de violence à une époque et dans un pays, les États-Unis, où les théories de Darwin déchainent toujours les passions ». Le journaliste ose également une comparaison avec un autre film de 1968 : le drame Le Plongeon de Frank Perry. Les deux films montrent en effet « un voyage dans l’espace et le temps d’un homme mûr ramené à un état primitif et enfantin, et qui se termine par une révélation cruelle et destructrice ». Dans Le Plongeon, l'acteur Burt Lancaster passe le film en maillot de bain tandis que dans La Planète des singes Charlton Heston est le plus souvent vêtu seulement d'un pagne. Cela permet aux deux interprètes de montrer que malgré leur âge, ils ont conservé un physique athlétique. Selon Olivier Père ces films peuvent aussi se voir « comme des coming out de deux stars dont la bisexualité était un secret de polichinelle et qui trouvaient devant la caméra la possibilité d’exprimer leur narcissisme ». C'est d'ailleurs dans La Planète des singes que Charlton Heston effectue sa première scène entièrement dénudé.

## Exploitation

### Éditions en vidéo
Le film sort aux États-Unis d'abord en bobine Super 8 dans les années 1970, puis en VHS seule ou en coffret intégrale avec les autres films de la série dans les années 1980. Il sort ensuite en LaserDisc au début des années 1990 et en DVD en 2000. En 2009, sort une version Blu-ray avec de nombreux bonus comme une introduction du film par Le Législateur, des commentaires des interprètes, du maquilleur John Chambers, du compositeur Jerry Goldsmith et d'Eric Greene, auteur de Planet of the Apes as American Myth ou un documentaire sur les coulisses du tournage.
Le film est compris dans plusieurs intégrales, notamment en octobre 2001 dans le coffret avec les quatre films de 1970 à 1973, en avril 2006 dans un coffret Tête de singe avec les films de 1970 à 2001 et la série télévisée de 1974 en octobre 2010 dans le coffret avec les quatre films de 1970 à 1973, en août 2011 dans le coffret avec les quatre films de 1970 à 1973, en décembre 2011 dans un coffret de sept films avec les cinq films de 1970 à 2001 et La Planète des Singes : Les Origines, en octobre 2013 dans un coffret baptisé Générations avec le film de 2001 et Les Origines, en novembre 2014 dans un coffret Tête de César avec les sept autres films et en octobre 2016 dans le coffret L'héritage avec les quatre films de 1970 à 1973.

### Promotion et produits dérivés
Afin de faire de la promotion à moindre frais, Jacobs décide d'inviter sur le tournage plusieurs journalistes de presse et leur propose même de faire de la figuration. Ainsi, James Bacon du Los Angeles Herald Examiner endosse le costume d'un soldat gorille.
La campagne mercatique que le producteur Arthur P. Jacobs met en place pour le film est assez inédite à Hollywood. Les dirigeants de la Fox sont au départ perplexes. Cependant le bénéfice des produits dérivés est si important qu'il rapporte plus que le film lui-même. Par exemple, pour cinq cents les enfants américains peuvent acheter une pochette de papier présentant l'image de Zaïus et Cornélius qui, regard fixe, se détachent des frondaisons. La pochette renferme deux petites cartes imprimées sur papier glacé avec une photo couleur tirée du film au recto accompagnée d'une légende d'angle à sensation. Au revers figure en quelques lignes le contexte de la scène. Des poupées, des jeux de cartes, des masques et des figurines de singes sont également mises sur le marché dès l'hiver 1968. Ces produits s'écoulent très bien.
Quelques années plus tard, d'août 1974 à mars 1975, Marvel Comics adapte La Planète des singes en bande dessinée dans les numéros 1 à 6 de son magazine Planet of the Apes. L'adaptation est réalisée par le scénariste Doug Moench et par plusieurs dessinateurs.

## Postérité
Le coup de théâtre final, avec son bruitage creux du ressac en guise de ponctuation, est l'un des dénouements les plus mémorables de l'histoire du cinéma,,,,. Il n'est pas là pour envoyer un message particulier mais pour provoquer une grande surprise chez les spectateurs. La séquence est par la suite parodiée dans le film humoristique La Folle Histoire de l'espace (1987) de Mel Brooks et dans le film Jay et Bob contre-attaquent (2001) de Kevin Smith. L'ONG Greenpeace utilise également cette scène dans une campagne publicitaire contre les essais nucléaires. La première phrase que dit Taylor après avoir retrouvé sa voix est également restée célèbre : « Take your stinking paws off me, you damn dirty ape! » en français « Je t'interdis de mettre tes pattes sur moi ». Elle figure notamment dans la liste des 100 meilleures répliques du cinéma américain établie par l'Institut américain du film en 2005.
En 1973, le magazine humoristique Mad réalise une parodie du film et de ses suites dans son numéro 157. Elle est écrite par Arnie Kogen et dessinée par Mort Drucker. En 1996, la série d'animation Les Simpson parodie également le film dans l'épisode Un poisson nommé Selma où le personnage Troy McClure interprète Taylor dans une adaptation en comédie musicale de La Planète des singes. De nombreux autres épisodes de la série mentionnent ou parodient le film. Matt Groening, le créateur des Simpson, rappelle également le film dans une autre de ses créations, la série Futurama.
Le succès de La Planète des singes engendre également une saga de films composée de Le Secret de la planète des singes (Beneath the Planet of the Apes) en 1970, Les Évadés de la planète des singes (Escape From the Planet of the Apes) en 1971, La Conquête de la planète des singes (Conquest of the Planet of the Apes) en 1972, La Bataille de la planète des singes (Battle for the Planet of the Apes) en 1973, La Planète des singes (Planet of the Apes) en 2001, La Planète des singes : Les Origines (Rise of the Planet of the Apes) en 2011, La Planète des singes : L'Affrontement (Dawn of the Planet of the Apes) en 2014, La Planète des singes : Suprématie (War for the Planet of the Apes) en 2017 et La Planète des singes : Le Nouveau Royaume (Kingdom of the Planet of the Apes) en 2024,. Pour la télévision, la saga est également adaptée en série télévisée en 1974 et en série d'animation en 1975.
En 2018, à l'occasion des cinquante ans de la sortie du film, l'éditeur Boom! Studios sort une adaptation en bande dessinée du dernier script de Rod Serling avant son départ du projet. Cette bande dessinée est écrite par Dana Gould et dessinée par Chad Lewis. L'artiste Paolo Rivera s'inspire de la fin du film où Charlton Heston est à genoux sur la plage pour réaliser la couverture de la bande dessinée.